# Liste de victimes de chasses aux sorcières
Cette liste non-exhaustive des victimes de chasses aux sorcières énumère des victimes considérées comme sorciers ou sorcières recensées de ces persécutions au cours des époques dans le monde. Ces personnes sont accusées de sorcellerie, c'est-à-dire d'utiliser des moyens surnaturels pour un usage réprouvé par une majorité de la société. Dans l'Occident chrétien, les chasses aux sorcières débutent au XIVe siècle et trouvent leur apogée au XVIIe siècle. Elles mènent au bûcher ou au gibet des dizaines de milliers de femmes et d'hommes. 

## Géolocalisation du lieu de décès des personnes persécutées comme sorcières
La carte ci-dessous montre la géolocalisation du lieu de décès des personnes ayant été persécutées comme sorcières, la plupart ayant été condamnées lors de procédures juridiques.
Cliquer sur la carte pour passer au mode interactif. Plus d'informations sont accessibles en zoomant, notamment lorsque plusieurs personnes ont été exécutées au même endroit.
|  | - Sorcier - Sorcière Les points blancs indiquent des articles sur Wikipédia en français ou d'autres langues. |

## Liste de sorcières
Cette liste n'est pas classée par nom, date ou lieu.
| Nom                                                                  | Date de condamnation ou de décès     | Verdict                                                                    | Lieu actuel                                                | Description |
| -------------------------------------------------------------------- | ------------------------------------ | -------------------------------------------------------------------------- | ---------------------------------------------------------- | --- |
| Magda Logomer                                                        | 1758                                 | peine de mort puis acquittement                                            | Croatie, Križevci                                          | Inculpée pour sorcellerie en 1758 et condamnée à mort, elle est acquittée par Marie-Thérèse d'Autriche. Son cas marque la fin des persécutions en Croatie. |
| Prista Frühbottin                                                    | 1540                                 | bûcher                                                                     | Allemagne, Wittemberg                                      | accusée d´avoir empoisonné des pâturages par des pratiques magiques |
| Marguerite Möwel                                                     | 1582                                 | bûcher                                                                     | France, Alsace, Bergheim                                   | Jugée pour sorcellerie par le Tribunal des Maléfices de Bergheim le 29 mai 1582. |
| Anna Weckhenzipfel                                                   | 1586                                 | bûcher                                                                     | France, Alsace, Bergheim                                   | Jugée pour sorcellerie par le Tribunal des Maléfices de Bergheim le 28 juin 1586. |
| Barbara Pförzel                                                      | 1586                                 | bûcher                                                                     | France, Alsace, Bergheim                                   | Jugée pour sorcellerie par le Tribunal des Maléfices de Bergheim le 28 juin 1586. |
| Barbara Wagner                                                       | 1586                                 | bûcher                                                                     | France, Alsace, Bergheim                                   | Jugée pour sorcellerie par le Tribunal des Maléfices de Bergheim le 11 juillet 1586. |
| Catharina Flöss                                                      | 1586                                 | bûcher                                                                     | France, Alsace, Bergheim                                   | Jugée pour sorcellerie par le Tribunal des Maléfices de Bergheim le 9 août 1586. |
| Veronika Ziegler                                                     | 1586                                 | bûcher                                                                     | France, Alsace, Bergheim                                   | Jugée pour sorcellerie par le Tribunal des Maléfices de Bergheim le 9 août 1586. |
| Margaretha Schaffer                                                  | 1586                                 | bûcher                                                                     | France, Alsace, Bergheim                                   | Jugée pour sorcellerie par le Tribunal des Maléfices de Bergheim le 9 août 1586. |
| Anna Kessler                                                         | 1586                                 | morte en prison                                                            | France, Alsace, Bergheim                                   | Jugée pour sorcellerie par le Tribunal des Maléfices de Bergheim le 9 août 1586. |
| Trawel Pfort                                                         | 1589                                 | bannie                                                                     | France, Alsace, Bergheim                                   | Jugée pour sorcellerie par le Tribunal des Maléfices de Bergheim. |
| Catharine Schmid Volmar                                              | 1618                                 | strangulation, bûcher                                                      | France, Alsace, Bergheim                                   | Jugée pour sorcellerie par le Tribunal des Maléfices de Bergheim le 8 mai 1618. |
| Anna Lang                                                            | 1618                                 | strangulation, bûcher                                                      | France, Alsace, Bergheim                                   | Jugée pour sorcellerie par le Tribunal des Maléfices de Bergheim le 8 mai 1618. |
| Anna Glowel                                                          | 1618                                 | bûcher                                                                     | France, Alsace, Bergheim                                   | Jugée pour sorcellerie par le Tribunal des Maléfices de Bergheim le 20 août 1618. |
| Barbara Dederlin                                                     | 1618                                 | bûcher                                                                     | France, Alsace, Bergheim                                   | Jugée pour sorcellerie par le Tribunal des Maléfices de Bergheim le 27 août 1618. |
| Barbara Thalhammer                                                   | 1621                                 | bûcher                                                                     | France, Alsace, Bergheim                                   | Jugée pour sorcellerie par le Tribunal des Maléfices de Bergheim le 10 mai 1621. |
| Catherine Heydler                                                    | 1627                                 | bûcher                                                                     | France, Alsace, Bergheim                                   | Jugée pour sorcellerie par le Tribunal des Maléfices de Bergheim le 17 mai 1627. |
| Agnès Möwel                                                          | 1627                                 | bûcher                                                                     | France, Alsace, Bergheim                                   | Jugée pour sorcellerie par le Tribunal des Maléfices de Bergheim le 22 juin 1627. |
| Barbara Flöss                                                        | 1627                                 | bûcher                                                                     | France, Alsace, Bergheim                                   | Jugée pour sorcellerie par le Tribunal des Maléfices de Bergheim le 22 juin 1627. |
| Catharina Pfändt                                                     | 1627                                 | bûcher                                                                     | France, Alsace, Bergheim                                   | Jugée pour sorcellerie par le Tribunal des Maléfices de Bergheim le 22 juin 1627. |
| Anna Flach                                                           | 1627                                 | bûcher. A fui.                                                             | France, Alsace, Bergheim                                   | Jugée pour sorcellerie par le Tribunal des Maléfices de Bergheim en 1627 . |
| Ursule Koch                                                          | 1630                                 | bûcher                                                                     | France, Alsace, Bergheim                                   | Jugée pour sorcellerie par le Tribunal des Maléfices de Bergheim le 7 mars 1630. |
| Barbara Fritsch                                                      | 1630                                 | bûcher                                                                     | France, Alsace, Bergheim                                   | Jugée pour sorcellerie par le Tribunal des Maléfices de Bergheim le 7 mars 1630. |
| Anna Seuter                                                          | 1630                                 | bûcher                                                                     | France, Alsace, Bergheim                                   | Jugée pour sorcellerie par le Tribunal des Maléfices de Bergheim le 7 mars 1630. |
| Christine Schwenck                                                   | 1630                                 | bûcher                                                                     | France, Alsace, Bergheim                                   | Jugée pour sorcellerie par le Tribunal des Maléfices de Bergheim le 7 mars 1630. |
| Maria Möwel                                                          | 1630                                 | bûcher                                                                     | France, Alsace, Bergheim                                   | Jugée pour sorcellerie par le Tribunal des Maléfices de Bergheim le 17 avril 1630. |
| Catherine Müller                                                     | 1630                                 | bûcher                                                                     | France, Alsace, Bergheim                                   | Jugée pour sorcellerie par le Tribunal des Maléfices de Bergheim le 17 avril 1630. |
| Anna Thurner                                                         | 1630                                 | bûcher                                                                     | France, Alsace, Bergheim                                   | Jugée pour sorcellerie par le Tribunal des Maléfices de Bergheim le 17 avril 1630. |
| Agathe Meyer                                                         | 1630                                 | bûcher                                                                     | France, Alsace, Bergheim                                   | Jugée pour sorcellerie par le Tribunal des Maléfices de Bergheim le 17 avril 1630. |
| Barbara Iltis                                                        | 1630                                 | bûcher                                                                     | France, Alsace, Bergheim                                   | Jugée pour sorcellerie par le Tribunal des Maléfices de Bergheim le 17 avril 1630. |
| Anna Möwel                                                           | 1630                                 | bûcher                                                                     | France, Alsace, Bergheim                                   | Jugée pour sorcellerie par le Tribunal des Maléfices de Bergheim le 30 avril 1630. |
| Barbara Weiss                                                        | 1630                                 | bûcher                                                                     | France, Alsace, Bergheim                                   | Jugée pour sorcellerie par le Tribunal des Maléfices de Bergheim le 30 avril 1630. |
| Madeleine Haffner                                                    | 1630                                 | bûcher                                                                     | France, Alsace, Bergheim                                   | Jugée pour sorcellerie par le Tribunal des Maléfices de Bergheim le 30 avril 1630. |
| Catherine Bassler                                                    | 1630                                 | bûcher                                                                     | France, Alsace, Bergheim                                   | Jugée pour sorcellerie par le Tribunal des Maléfices de Bergheim le 30 avril 1630. |
| Anna Pferzel                                                         | 1630                                 | morte pendant l'interrogatoire                                             | France, Alsace, Bergheim                                   | Jugée pour sorcellerie par le Tribunal des Maléfices de Bergheim en juin 1630. |
| Catherine Garilatt Bürckhel                                          | 1630                                 | bûcher                                                                     | France, Alsace, Bergheim                                   | Jugée pour sorcellerie par le Tribunal des Maléfices de Bergheim le 27 juin 1630. |
| Margaretha Gerbart Wendlin                                           | 1630                                 | bûcher                                                                     | France, Alsace, Bergheim                                   | Jugée pour sorcellerie par le Tribunal des Maléfices de Bergheim le 27 juin 1630. |
| Margaretha Wagner Müller                                             | 1630                                 | bûcher                                                                     | France, Alsace, Bergheim                                   | Jugée pour sorcellerie par le Tribunal des Maléfices de Bergheim le 27 juin 1630. |
| Anna Aichmann Sömer                                                  | 1630                                 | bûcher                                                                     | France, Alsace, Bergheim                                   | Jugée pour sorcellerie par le Tribunal des Maléfices de Bergheim le 27 juin 1630. |
| Marie Sömer                                                          | 1630                                 | bûcher                                                                     | France, Alsace, Bergheim                                   | Jugée pour sorcellerie par le Tribunal des Maléfices de Bergheim le 16 juillet 1630. |
| Veronika Lutz                                                        | 1630                                 | bûcher                                                                     | France, Alsace, Bergheim                                   | Jugée pour sorcellerie par le Tribunal des Maléfices de Bergheim le 16 juillet 1630. |
| Catherine Weisbeck                                                   | 1630                                 | bûcher                                                                     | France, Alsace, Bergheim                                   | Jugée pour sorcellerie par le Tribunal des Maléfices de Bergheim le 16 juillet 1630. |
| Anna Känner Ochswadel                                                | 1630                                 | bûcher                                                                     | France, Alsace, Bergheim                                   | Jugée pour sorcellerie par le Tribunal des Maléfices de Bergheim le 16 juillet 1630. |
| Madeleine Sybolt Metzger                                             | 1630                                 | bûcher                                                                     | France, Alsace, Bergheim                                   | Jugée pour sorcellerie par le Tribunal des Maléfices de Bergheim le 16 juillet 1630. |
| Catherine Meyer Karcher                                              | 1646                                 | bûcher                                                                     | France, Alsace, Bergheim                                   | Jugée pour sorcellerie par le Tribunal des Maléfices de Bergheim le 15 octobre 1646. |
| Madeleine Meyer                                                      | 1683                                 | morte en prison                                                            | France, Alsace, Bergheim                                   | Jugée pour sorcellerie par le Tribunal des Maléfices de Bergheim en juillet 1683. |
| Ursule Semler Baumann                                                | 1683                                 | bûcher                                                                     | France, Alsace, Bergheim                                   | Jugée pour sorcellerie par le Tribunal des Maléfices de Bergheim le 19 juillet 1683. |
| Anna Maßmeyer                                                        | 1655                                 | décapitation                                                               | Allemagne, Minden                                          | accusée en particulier d´avoir empoisonné le bétail |
| Katherina Hetzeldorfer                                               | 1477                                 | noyade                                                                     | Allemagne, Spire                                           | exécutée en raison de son homosexualité. |
| Jean Effrancey junior                                                | 1462                                 | bûcher                                                                     | France, Chamonix                                           | victime d'une vague de répression menée par Guillaume de Ravoire à la tête du prieuré de Chamonix à Chamonix entre 1458 et 1462,. Sentence prononcée le 29 avril 1462. |
| Barbe Larsée                                                         | 1581                                 | exécutée                                                                   | Belgique, Odeur                                            | exécutée pour vaudoise. |
| Marie Bertrand                                                       | 1581                                 | exécutée                                                                   | Belgique, Odeur                                            | exécutée pour vaudoise. |
| Giovanni Restivo                                                     | 1657                                 | Arrêté et disparu de sa prison                                             | Belgique, Sugny                                            | Suspecté de magie noire et arrêté par décret de la cour de Bouillon pour de mystérieux maladies décimant hommes et bêtes, il arrive à disparaître de sa prison avant d'être mis sur le bûcher |
| Lucie Lewercolier                                                    | 1584                                 |                                                                            | Belgique, Etalle                                           | inconnu |
| Anne Bertrand                                                        | 1586                                 | tortures et bûcher                                                         | Belgique, Izier                                            | inconnu |
| Marie Bertran                                                        | 1605                                 | tortures et bûcher                                                         | Belgique, Izier                                            | inconnu |
| Catherine Jacquemin                                                  | 1604                                 | bûcher                                                                     | Belgique, Ochamps                                          | inconnu |
| Margueritte Bettoz                                                   | 1603                                 |                                                                            | Belgique, Halma                                            | inconnu |
| Anne de Chantraine                                                   | 17 octobre 1622                      | brulée sur le bûcher                                                       | Belgique, Waret-la-chaussée                                | accusée de sorcelleries Française brûlée à Liège ou à Waret-la-Chaussée. |
| Nyzette Cheveron                                                     | 21 avril 1605                        | étranglée puis brulée                                                      | Belgique, Chevron                                          | participation à un Sabbat et possession d'un diable personnel. |
| Anne Nouville                                                        | 1605                                 |                                                                            | Belgique, Chevron                                          | participation à un Sabbat et possession d'un diable personnel. |
| Mariette Estante                                                     | 1606                                 |                                                                            | Belgique, Habiemont                                        | [ 9 ] |
| Henry Gardinn                                                        | 1605                                 | brulé vif                                                                  | Belgique, Heusden                                          | sorcellerie et de lycanthropie |
| Michelle de La Ville                                                 | 1462                                 | bûcher                                                                     | France, Chamonix                                           | victime d'une vague de répression menée par Guillaume de Ravoire à la tête du prieuré de Chamonix à Chamonix entre 1458 et 1462,. Sentence prononcée le 29 avril 1462. |
| Jeannette Gillier                                                    | 1462                                 | bûcher                                                                     | France, Chamonix                                           | victime d'une vague de répression menée par Guillaume de Ravoire à la tête du prieuré de Chamonix à Chamonix entre 1458 et 1462,. Sentence prononcée le 29 avril 1462. |
| Pierre du Nant                                                       | 1462                                 | bûcher                                                                     | France, Chamonix                                           | victime d'une vague de répression menée par Guillaume de Ravoire à la tête du prieuré de Chamonix à Chamonix entre 1458 et 1462,. Sentence prononcée le 29 avril 1462. |
| Jean Dumolard dit Pesant                                             | 1462                                 | bûcher                                                                     | France, Chamonix                                           | victime d'une vague de répression menée par Guillaume de Ravoire à la tête du prieuré de Chamonix à Chamonix entre 1458 et 1462,. Sentence prononcée le 29 avril 1462. |
| Perronette du Bettex                                                 | 1462                                 | bûcher                                                                     | France, Chamonix                                           | victime d'une vague de répression menée par Guillaume de Ravoire à la tête du prieuré de Chamonix à Chamonix entre 1458 et 1462,. Sentence prononcée le 29 avril 1462. |
| Jean Grelant                                                         | 1462                                 | bûcher                                                                     | France, Chamonix                                           | victime d'une vague de répression menée par Guillaume de Ravoire à la tête du prieuré de Chamonix à Chamonix entre 1458 et 1462,. Sentence prononcée le 29 avril 1462. |
| Peronette des Houches                                                | 1462                                 | bûcher                                                                     | France, Chamonix                                           | victime d'une vague de répression menée par Guillaume de Ravoire à la tête du prieuré de Chamonix à Chamonix entre 1458 et 1462,. Sentence prononcée le 29 avril 1462. |
| Jean Corteys                                                         | 1459                                 | libéré?                                                                    | France, Chamonix                                           | victime d'une vague de répression menée par Guillaume de Ravoire à la tête du prieuré de Chamonix à Chamonix entre 1458 et 1462,. Les syndics de la ville se révoltent et promettent de le défendre. |
| Guiga Balmat                                                         | 1458                                 | bûcher                                                                     | France, Chamonix                                           | victime d'une vague de répression menée par Guillaume de Ravoire à la tête du prieuré de Chamonix à Chamonix entre 1458 et 1462, |
| Rolette Duc                                                          | 1458                                 | bûcher                                                                     | France, Chamonix                                           | victime d'une vague de répression menée par Guillaume de Ravoire à la tête du prieuré de Chamonix à Chamonix entre 1458 et 1462, |
| Henriette Oncey                                                      | 1458                                 | bûcher                                                                     | France, Chamonix                                           | victime d'une vague de répression menée par Guillaume de Ravoire à la tête du prieuré de Chamonix à Chamonix entre 1458 et 1462 |
| Maria Bertoletti Toldini                                             | 1716                                 | décapitation                                                               | Italie                                                     | accusée de divers crimes allant du meurtre d’enfants, au blasphème à l' hérésie et au saccage de vignes |
| Pierre Chedal                                                        | 1467                                 | bûcher                                                                     | Suisse,                                                    | Avoue rapporte en janvier 1467 qu'il a provoqué une tempête durant l'été 1466 sur les vignes de Sierre et de Corin « en dispersant des substances données par le diable et mêlées à des poils humains ». Est l'un des accusateurs de Françoise Bonvin |
| Yaninus de Ponte                                                     | 1466                                 | bûcher                                                                     | Suisse, Val d'Anniviers                                    | brûlé avec sa sœur Jaquetta |
| Jaqueta de Ponte                                                     | 1466                                 | bûcher                                                                     | Suisse, Val d'Anniviers                                    | brûlée avec son frère Yaninus |
| Nicolaus Schroeter                                                   | 1467                                 | bûcher                                                                     | Suisse, Bienne                                             | [réf. nécessaire] |
| Henslinus Heymen                                                     | 1466                                 | bûcher                                                                     | Suisse, Bienne                                             | cordonnier, il est condamné en 1466 au bûcher à Biel. |
| Pierrette Trotta                                                     | 1467                                 | bûcher                                                                     | Suisse, Valais                                             | accusée de sorcellerie et exécutée en 1467. Elle est notamment l'accusatrice de Françoise Bonvin. |
| Martin Bertod                                                        | 31 janvier 1428                      | bûcher                                                                     | Sion, Suisse                                               | Martin Bertod est l'une des premières personnes condamnées lors des débuts de la chasse aux sorcières en Valais en 1428. Originaire du Val d'Hérens est accusé de sorcellerie et d’empoisonnement et exécuté sur le bûcher à Sion vers le Pont du Rhône devant 500 personnes. Il est marié avec une femme de Zermatt et a au moins deux enfants mineurs. Avant de mourir, il rétracte ses accusations contre les personnes qu'il a accusées de sorcellerie dans une confession recueillie par le curé d'Hérens Pierre de Motta. Quatre d'entre elles font rédiger une rétractation par le notaire Ambrosius de Poldo. |
| Theoris de Lemnos                                                    | 323 av. J.-C.                        | peine de mort                                                              | Grèce, Athènes                                             | [ 15 ] |
| Catherine Mutsch                                                     | 17 juillet 1623                      | bûcher                                                                     | France, Châtenois.                                         | |
| Marie, épouse de Samuel Orthlin                                      | 1641                                 | décapitation                                                               | France, Sélestat                                           | Décapitée et brûlée comme sorcière à Sélestat. Convaincue d'avoir célébré son mariage de sorcière au Zimmerplatz de Châtenois, alors qu'elle était veuve et couchait avec un pêcheur de Sélestat. |
| Mary Jane Avadov Tinkler                                             | 15 juillet 1630                      | Bûcher                                                                     | Allemagne                                                  | [réf. nécessaire] |
| Anne Habene, épouse de Tobias Roesch                                 | 17 juin 1630                         | décapitation                                                               | France, Sélestat                                           | Décapitée et brûlée comme sorcière. Fille de l'aubergiste A l'Aigle à Châtenois. Son interrogatoire figure dans le Malefitzbuch de Sélestat. |
| Élisabeth Schneider, épouse de Mathias Sachs                         | 20 septembre 1629                    | exécution                                                                  | France, Sélestat                                           | Épouse du prévôt de Matzenheim, arrivait au sabbat en calèche tirée par quatre chats noirs. D'autres chevauchaient un manche à balai ou un animal.[réf. nécessaire] |
| Marie (nom inconnu)                                                  | 26 novembre 1630                     | exécution                                                                  | France, Sélestat                                           | Gouvernante de Daniel Jesel. Pas d'autres renseignements.[réf. nécessaire] |
| Barbe, épouse de Jean Schmidt                                        | 22 septembre 1570                    | bûcher                                                                     | France, Sélestat                                           | Quatre femmes, accusées de sorcellerie, périssent dans les flammes ce jour : Anna, femme de Nicolas Strauben, menuisier ; Trauwel, femme d'Ulrich Greischer ; Amélie, de Roterbourg sur la Tauber, femme de Jean Engelmann le fourreur ; Barbe, femme de Jean Schmidt, l'aubergiste du Bateau. Le bourreau de Colmar opère. À l'exception d'Amélie, qui pousse de grands cris au contact du feu, les autres subissent cette épouvantable torture sans proférer une plainte.[réf. nécessaire] |
| Trauwel, épouse de Ulrich Greischer                                  | 22 septembre 1570                    | bûcher                                                                     | France, Sélestat                                           | Quatre femmes, accusées de sorcellerie, périssent dans les flammes ce jour : Anna, femme de Nicolas Strauben, menuisier ; Trauwel, femme d'Ulrich Greischer ; Amélie, de Roterbourg sur la Tauber, femme de Jean Engelmann le fourreur ; Barbe, femme de Jean Schmidt, l'aubergiste du Bateau. Le bourreau de Colmar opère. A l'exception d'Amélie, qui pousse de grands cris au contact du feu, les autres subissent cette épouvantable torture sans proférer une plainte.[réf. nécessaire] |
| Anna, épouse de Nicolas Strauben                                     | 22 septembre 1570                    | bûcher                                                                     | France, Sélestat                                           | Quatre femmes, accusées de sorcellerie, périssent dans les flammes ce jour : Anna, femme de Nicolas Strauben, menuisier ; Trauwel, femme d'Ulrich Greischer ; Amélie, de Roterbourg sur la Tauber, femme de Jean Engelmann le fourreur ; Barbe, femme de Jean Schmidt, l'aubergiste du Bateau. Le bourreau de Colmar opère. À l'exception d'Amélie, qui pousse de grands cris au contact du feu, les autres subissent cette épouvantable torture sans proférer une plainte.[réf. nécessaire] |
| Margareth Weinburn                                                   | 1499                                 | suicide                                                                    | France, Sélestat                                           | Arrêtée pour sorcellerie, elle meurt dans sa prison, où l'on soupçonne qu'elle s'est suicidée. Son corps, mis dans un tonneau, est jeté au Rhin. |
| Madelaine Bonis                                                      | 26 juin 1629                         | décapitation                                                               | France, Sélestat                                           | Condamnée comme sorcière. Décapitée d'abord, puis jetée au feu et son corps réduit en cendres et en poudre. A des relations sexuelles avec le Diable, qui a pris l'apparence de son amoureux Étienne, valet comme elle au château de Kintzheim,. |
| Madelaine (Madeleine ? ), épouse de Maurice Schweiber (SCHREIWER ? ) | 17 juin 1631                         | décapitation                                                               | France, Sélestat                                           | Condamnée et exécutée (décapitée) comme sorcière |
| Trauwel Seyller, épouse de Caspar Westermann                         | 15 avril 1630                        | décapitation                                                               | France, Sélestat                                           | Brûlée comme sorcière le 15 avril 1630, après avoir été décapitée. Le compte-rendu du procès la qualifie de "böse hartnäckige Hexe" (sorcière méchante et obstinée). Son époux était l'un des bourgmestres de Sélestat. |
| Catherine, épouse de Sébastien Kentzinger                            | 19 novembre 1630                     | exécution                                                                  | France, Sélestat                                           | |
| Appolonie, épouse de Jacques Kempff                                  | 9 novembre 1630                      | exécution                                                                  | France, Sélestat                                           | |
| Régine, épouse de Jean Gindter                                       | 22 octobre 1630                      | exécution                                                                  | France, Sélestat                                           | |
| Anne Statthart                                                       | 17 octobre 1630                      | exécution                                                                  | France, Sélestat                                           | |
| Dorothée Helgenstein                                                 | 17 octobre 1630                      | exécution                                                                  | France, Sélestat                                           | |
| Ursule, épouse de Laurent Kentzinger                                 | 9 septembre 1630                     | exécution                                                                  | France, Sélestat                                           | |
| Marie Laurin                                                         | 20 septembre 1630                    | bûcher                                                                     | France, Sélestat                                           | |
| Marguerite Reichard                                                  | 5 septembre 1630                     | exécution                                                                  | France, Sélestat                                           | |
| Walburge, épouse de Jean Beck                                        | 5 septembre 1630                     | exécution                                                                  | France, Sélestat                                           | |
| Madelaine Specht                                                     | 5 septembre 1630                     | égorgement                                                                 | France, Sélestat                                           | |
| Madelaine Winck, épouse de Jacques Duntz                             | 25 août 1629                         | bûcher                                                                     | France, Sélestat                                           | |
| Barbe, épouse de Ulrich Hügel                                        | 11 août 1630                         | exécution                                                                  | France, Sélestat                                           | |
| Catherine Nunnenmacher                                               | 11 août 1630                         | exécution                                                                  | France, Sélestat                                           | |
| Marguerite, épouse de Pierre Dirr                                    | 11 août 1630                         | exécution                                                                  | France, Sélestat                                           | |
| Susanna, épouse de Marx Ferber                                       | 3 août 1630                          | exécution                                                                  | France, Sélestat                                           | |
| Anne, épouse de Jean Braunstein                                      | 3 août 1630                          | exécution                                                                  | France, Sélestat                                           | |
| Barbe Joeckler                                                       | 20 juillet 1630                      | exécution                                                                  | France, Sélestat                                           | |
| Marie, épouse de Théobald Meyer                                      | 20 juillet 1630                      | exécution                                                                  | France, Sélestat                                           | |
| Ursule Riss, épouse de Adam Hensler                                  | 9 juillet 1630                       | exécution                                                                  | France, Sélestat                                           | |
| Anne, épouse de Jean Statenharter                                    | 9 juillet 1630                       | exécution                                                                  | France, Sélestat                                           | |
| Apolonie, épouse de Nicolas Kremer                                   | 1er juin 1630                        | bûcher                                                                     | France, Sélestat                                           | |
| Viviane, épouse de Jacques Helgenstein                               | 3 août 1650                          | exécution                                                                  | France, Sélestat                                           | |
| Anne, épouse de Gaspard Abbt                                         | 25 août 1629                         | bûcher                                                                     | France, Sélestat                                           | |
| Ursule Johner                                                        | 4 octobre 1641                       | décapitation                                                               | France, Sélestat                                           | |
| Rosina Blumberger                                                    | 25 juin 1629                         | strangulation                                                              | France, Sélestat                                           | |
| Kepari Leniata                                                       | 2013                                 | bûcher                                                                     | Papouasie-Nouvelle-Guinée                                  | À la suite de la mort par maladie d'un enfant de Mount Hagen, Leniata Kepari est accusée de sorcellerie. Elle passe aux aveux lors de l'enquête. Un parent de la victime la torture avec une barre de fer chaude avant de la brûler sur un bûcher de pneus. |
| Clauda (dite Moyne) et Casserode Petermann                           | 1600                                 | bûcher                                                                     | Suisse, Le Locle                                           | Huit témoins accusent les sœurs Moyne et Casserode d'avoir fait mourir leurs animaux. Une femme prétend que Casserode a rendu malade sa fille (mais concède que celle-ci est désormais guérie) ; un homme dit souffrir de tremblement au bras qu'une des sœurs a un jour saisi. Le consistoire de Valangin transmet le cas à la justice criminelle. La procédure est perdue, mais les deux sœurs sont exécutées sur le bûcher en 1600. |
| Jeanne Leporis                                                       | 1459                                 | morte en prison                                                            | France, Saint-Pierre-d'Allevard                            | |
| Adelheid Muggli                                                      | 1589                                 | exécution                                                                  | Suisse, Männedorf                                          | [ 23 ] |
| Itly Amhag                                                           | 1518                                 | exécution                                                                  | Suisse, Wädenswil                                          | [ 23 ] |
| Vyel Amhag                                                           | 1520                                 | exécution                                                                  | Suisse, Wädenswil                                          | [ 23 ] |
| Elsbetha Schönenberger                                               | 1596                                 | exécution                                                                  | Suisse, Wäddenswil                                         | [ 23 ] |
| Trina Rudi                                                           | 1654                                 | exécution                                                                  | Suisse, Avers                                              | Accusée une première fois de sorcellerie, Trina Rudi est innocentée lors d'un procès en 1652, mais condamnée au cours d'une deuxième procédure deux ans plus tard, et exécutée, à la « Galgaboda » à Avers. |
| Verena Keretz-Meyer                                                  | 1571                                 | exécution                                                                  | Suisse, Meilen                                             | [ 23 ] |
| Elsa Mock                                                            | 1590                                 | exécution                                                                  | Suisse, Herrliberg                                         | Elle est exécutée en 1590 ; ses filles Barbara et Anne subissent le même sort en 1591. |
| Barbara und Anna Knupp                                               | 1591                                 | exécution                                                                  | Suisse, Herrliberg                                         | Filles d'Elsa Mock, exécutées pour sorcellerie |
| Anna Suter                                                           | 1580                                 | exécution                                                                  | Suisse, Meilen                                             | [ 23 ] |
| Veronika Murer                                                       | 1593                                 | exécution                                                                  | Suisse, Zollikon                                           | [ 23 ] |
| Anna Leemann                                                         | 1622                                 | exécution                                                                  | Suisse, Küssnacht                                          | [ 23 ] |
| Elsbetha Mülli-Kramer                                                | 1611                                 | exécution                                                                  | Suisse, Meilen                                             | [ 23 ] |
| Adelheid Pünter                                                      | 1588                                 | exécution                                                                  | Suisse, Stäfa                                              | [ 23 ] |
| Margretha Rellstab                                                   | 1597                                 | exécution                                                                  | Suisse, Rüschlikon                                         | [ 23 ] |
| Elsbetha Widmer                                                      | 1597                                 | exécution                                                                  | Suisse, Thalwil                                            | [ 23 ] |
| Margret Widmer-Kluger                                                | 1592                                 | exécution                                                                  | Suisse, Horgen                                             | [ 23 ] |
| Lorenz Nägele                                                        | 1670                                 | exécution                                                                  | Suisse, Horgen                                             | [ 23 ] |
| Adelheid Widmer                                                      | 1623                                 | exécution                                                                  | Suisse, Horgen                                             | Exécutée en 1623, ses enfants (Margretha Kloter et Rudi Schäppi) le seront trente ans plus tard en 1654. |
| Margretha Kloter                                                     | 1654                                 | exécution                                                                  | Suisse, Horgen                                             | Fille de Adelheid Widmer, exécutée avec son frère une trentaine d'années après leur mère. |
| Rudi Schäppi                                                         | 1654                                 | exécution                                                                  | Suisse, Horgen                                             | Fils d'Adelheid Widmer, exécuté avec sa sœur une trentaine d'années après leur mère. |
| Salome Leser                                                         | 1588                                 | exécution                                                                  | Suisse, Stäfa                                              | [ 23 ] |
| Anna Sidler                                                          | 1603                                 | exécution                                                                  | Suisse, Küssnacht                                          | [ 23 ] |
| Adelheid Düggeli                                                     | 1590                                 | exécution                                                                  | Suisse, Küssnacht                                          | [ 23 ] |
| Elsbetha Bünzli                                                      | 1597                                 | exécution                                                                  | Suisse, Uster                                              | [ 23 ] |
| Catherine la Rondelatte                                              | 1608                                 |                                                                            | France, Essegney                                           | Veuve de Guillaume Belruy d'Essegney, elle est dénoncée par Jean de Socourt. Le 3 octobre 1607, neuf témoins l'accusent de sorcellerie,. |
| Bardonnèche Motti                                                    | 1436                                 | bûcher                                                                     | Italie, Exilles                                            | Condamnée au bûcher, ses terres sont confisquées et récupérées par le vice-châtelain Pons Auruce. |
| Suzanne Gaudry                                                       | 1652                                 | strangulation                                                              | France, Valenciennes                                       | Le 9 juillet 1652 à Valencienne après avoir été torturée à plusieurs reprises, Suzanne Gaudry, originaire de Mons en Belgique, est condamnée à être étranglée, puis brûlée, puis enterrée dans un bois. |
| Henriette Borne                                                      | 1652                                 | inconnu                                                                    | France, Montbéliard                                        | Veuve de 60 ans, une des rares femmes d’un milieu aisé à avoir été jugée pour sorcellerie en Franche-Comté. Épuisée par sa captivité, elle avoue comment elle a pactisé avec le diable pour jeter des sorts aux hommes et aux bêtes. |
| Marie de Boubay                                                      | 1652                                 | bannissement                                                               | France, Bouchain                                           | Originaire de Rieux-en-Cambrésis, cette femme de 28 ans aurait fait usage de sortilèges pour rendre l'homme qu'elle aime amoureux d'elle. Mais le jeune homme meurt brutalement. Orpheline, célibataire, elle vit en marge de sa communauté. Elle résiste à la torture, ce qui lui permet peut-être de n'être condamnée qu'au bannissement. |
| Magdelaine Desmas                                                    | 1650                                 | strangulation                                                              | France, Bouchain                                           | Après la mort de plusieurs chevaux, Magdelaine est interrogée. C'est une femme pauvre de Rieux-en-Cambrésis, déjà impliquée dans une affaire de sorcellerie avec d'autres parentes proches. Elle est étranglée et brûlée après deux mois de procès. |
| Claude Vernier, dite "La Montagne"                                   | 1572                                 | bannissement                                                               | France, Besançon                                           | Âgée de 44 ans, elle est condamnée à mort en 1571 mais peut faire appel. Lors d'un second procès l'année suivante, elle reconnait s'être offerte au diable, et que celui-ci lui a donné de l'argent (transformé le lendemain en feuilles de chêne...) et l'a marquée à la cuisse. La peine prononcée est le bannissement perpétuel. |
| Isabelle Margillon                                                   | 1586                                 | inconnu                                                                    | France, Montbéliard                                        | Longuement torturée à deux reprises, en décembre 1585 et février 1586, elle confesse les crimes dont on l'accuse : avoir tué un enfant à l'aide d'une "graisse" donnée par le diable, l'avoir découpé et fait cuire. À sa charge, le greffier note qu'elle « ne sent pas la douleur, baisse le regard, crie soudainement ». La sentence n'est pas connue, |
| Catherine Aymar                                                      | 1437                                 | exécution (secrète)                                                        | France, Arvieux                                            | Condamnée à mort pour sorcellerie, ses proches demandent que l'exécution soit secrète. |
| Marguerite Coissier                                                  | 1437                                 | exécution (secrète)                                                        | France, Arvieux                                            | Condamnée à mort pour sorcellerie, ses proches demandent que l'exécution soit secrète. |
| Marguerite Meyssimili                                                | 1437                                 | exécution (secrète)                                                        | France, Arvieux                                            | Condamnée à mort pour sorcellerie, ses proches demandent que l'exécution soit secrète. |
| Mougeotte Hocquart                                                   | 1617                                 | exécution                                                                  | France, Arches                                             | Accusée de lancer des sortilèges et d'empoisonnement, elle est torturée (doigts broyés et estrapade). Elle avoue ses rencontres avec le diable. La sentence finale est inconnue. |
| Béatrice Faure Cuchat                                                | 1441                                 | noyade                                                                     | France, Briançon                                           | Condamnée pour sorcellerie, elle est noyée lors de la foire annuelle de Briançon le 8 septembre 1441. |
| Marie Lanecin                                                        | 1621                                 | strangulation                                                              | France, Bazuel                                             | Veuve de 52 ans, elle est étranglée puis brûlée,. Accusée d'avoir copulé avec le diable. |
| Claudine Burgeard                                                    | 1656                                 | exécution                                                                  | France, Clerval                                            | Exécutée le 7 avril 1656 après avoir avoué sous la torture ses relations avec le démon — qui lui apparaît soit comme une ombre, soit comme un berger — et ses sabbats. |
| Jeanne Patard                                                        | 1604                                 | exécution                                                                  | France, Paris                                              | Exécutée le 13 octobre 1604 après avoir avoué sous la torture participer à des sabbats avec des voisins,. |
| Alix Jeannin                                                         | 1611                                 | bannissement                                                               | France, Comté de Bourgogne                                 | Bannie à perpétuité du comté de Bourgogne pour avoir « fait mourir des petits enfants, tari le lait des mères et participé à des sabbats ». |
| Clauda Brunyé                                                        | 1568                                 | bûcher                                                                     | Suisse, Neuchâtel                                          | Avoue avoir utilisé contre rémunération un philtre magique pour aider une femme à tuer son mari, et avoir des relations sexuelles avec le diable. Elle est brûlée le 16 septembre 1568. |
| Aldegonde de Rue                                                     | 1601                                 | strangulation                                                              | France, Bazuel                                             | Aldegonde, âgée de 70 ans, est accusée d'avoir tué des animaux. La marque du diable est trouvée sur son corps, et elle se confesse sous la torture, avouant même avoir eu des relations charnelles avec le diable. Elle est étranglée puis brûlée. |
| Jean Bucquoy                                                         | 1677                                 | bûcher                                                                     | France, Etroeungt                                          | Jean Bucquoy et sa mère Isabeau d'Ombrie sont prétendument vus en conversation avec le diable dans leur chaumière, arrêtés, emprisonnés à Etroeungt et torturés. La mère meurt des tortures infligées. Jean est condamné au bûcher, mais reste enchaîné pendant des mois : en effet, dans le Hainault, la loi prohibe l'exécution d'un mineur condamné pour sorcellerie. Le prévost Jacques Bullart en réfère au souverain, qui transmet le dossier à la cour de Mons, celle-ci tranche en faveur de l'exécution en invoquant des précédents. C'est plus mort que vif qu'il est conduit au bûcher : la lèpre a attaqué son visage, ses membres sont rompus, il est très maigre et souffre de ses blessures ouvertes. Il est brûlé à l'âge de 16 ans. |
| Sigurdur Jonsson                                                     | 1671                                 | bûcher                                                                     | Islande, Þingvellir                                        | , |
| Pall Oddsson                                                         | 1674                                 | bûcher                                                                     | Islande, Þingvellir                                        | , |
| Bodvar Torsteinsson                                                  | 1674                                 | bûcher                                                                     | Islande, Þingvellir                                        | , |
| Magnus Bjarnason                                                     | 1675                                 | bûcher                                                                     | Islande, Þingeyrar (en)                                    | , |
| Lassi Didriksson                                                     | 1675                                 | bûcher                                                                     | Islande                                                    | Condamné au bûcher par l'Althing malgré l'absence de preuve,. |
| Bjarni Bjarnason                                                     | 1677                                 | bûcher                                                                     | Islande, Þingvellir                                        | Brûlé avec Torbjorn Sveinsson le 4 juillet 1677,. |
| Torbjorn Sveinsson                                                   | 1677                                 | bûcher                                                                     | Islande, Þingvellir                                        | , |
| Stefan Grimsson                                                      | 1678                                 | bûcher                                                                     | Islande, Hunavatnssysla                                    | Il est accusé d'avoir tué des vaches mais refuse d'avouer. Il est brûlé à Hunavatnssysla,. |
| Ari Palsson                                                          | 1681                                 | bûcher                                                                     | Islande                                                    | Soupçonné de sorcellerie, il est accusé par Torkatla Snaebjornsdottir d'avoir laissé un tableau de runes chez elle, ce qui suffit à prouver sa culpabilité. Il est brûlé en 1681,. |
| Sveinn Arnason                                                       | 1683                                 | bûcher                                                                     | Islande, Arngerdareyrarskogur                              | Le doyen Sigurdur Jonsson l'accuse d'être responsable de la maladie de sa femme : il est brûlé dans la forêt de Arngerdareyrarskogur,. |
| Erlendur Eyjolfsson                                                  | 1669                                 | bûcher                                                                     | Islande, Vesturhop (is)                                    | , |
| Jon Leifsson                                                         | 1669                                 | bûcher                                                                     | Islande                                                    | , |
| Torarinn Halldorsson                                                 | 1667                                 | bûcher                                                                     | Islande                                                    | , |
| Jon Jonsson junior                                                   | 1656                                 | bûcher                                                                     | Islande, Skutulsfjordur                                    | , |
| Jon Jonsson senior                                                   | 1656                                 | bûcher                                                                     | Islande, Skutulsfjordur                                    | , |
| Egill Bjarnason                                                      | 1654                                 | bûcher                                                                     | Islande, Trekyllisvik (de)                                 | , |
| Grimur Jonsson                                                       | 1654                                 | bûcher                                                                     | Islande, Trekyllisvik (de)                                 | , |
| Tordur Gudbrandsson                                                  | 1654                                 | bûcher                                                                     | Islande, Trekyllisvik (de)                                 | Fermier, il est accusé d'avoir rendu malade son employée Gudrun Hrobjartsdottir et est condamné au bûcher,. |
| Jón Rögnvaldsson (en)                                                | 1625                                 | bûcher                                                                     | Islande                                                    | Accusé d'avoir tué des chevaux et rendu un garçon malade en usant de magie. Lors de fouilles chez lui on trouve des documents avec des runes. Il est exécuté pour sorcellerie,. |
| Janet Boyman                                                         | 1572                                 | exécution                                                                  | Écosse, Édimbourg                                          | Originaire de Cowgate en Écosse elle est exécutée pour sorcellerie en 1572. Les extraits de son procès comprennent des descriptions détaillées des croyances concernant les fées. |
| Bertrand Guilladot (en)                                              | 1743                                 | exécution                                                                  | France, Dijon                                              | Prêtre catholique français ; il avoue avoir fait un pacte avec le diable pour trouver des trésors. Il est exécuté. |
| Bessy Dunlop (en)                                                    | 1576                                 | bûcher                                                                     | Écosse, Kilwinning                                         | Sage-femme de Lynne, elle est condamnée pour sorcellerie et exécutée. |
| Roger Bolingbroke                                                    | 1441                                 | pendaison                                                                  | Angleterre, Tyburn                                         | Il participe à une séance de sorcellerie à la demande d'Éléonore Cobham avec Thomas Southwell, John Hume et la prétendue sorcière Margery Jourdemayne pour établir si le roi Henri VI va mourir. Ils sont surpris en pleine séance, et Bolingbroke est condamné à être pendu et équarri. Il est exécuté le 18 novembre 1441 à Tyburn. |
| Zhang Liang (dynastie Tang) (en)                                     | 646                                  | exécution                                                                  | Chine                                                      | Général et chancelier de l'empereur Tang Taizong, il est condamné pour sorcellerie et exécuté en 646 |
| Jeanne Cauzion                                                       | 1607                                 | question                                                                   | France, Paris                                              | Elle est soumise à la question, mais n'avoue rien et est finalement relâchée. |
| Marie Navart                                                         | 1656                                 | bûcher                                                                     | France, Templeuve-en-Pévèle                                | Condamnée pour sorcellerie. |
| Orsolina la Rossa                                                    | 1539                                 | emprisonnement                                                             | Italie, Modène                                             | |
| Margaret Scott                                                       | 1692                                 | pendaison                                                                  | États-Unis, Salem                                          | Veuve, réduite à la mendicité pour vivre, elle s'attire la suspicion des villageois. Elle est inculpée pour sorcellerie et pendue dans le cadre des procès de sorcellerie de Salem. |
| María de Zozaya                                                      | 1610                                 | mort en prison                                                             | Pays basque, Logroño                                       | Inculpée de sorcellerie, elle meurt en prison sans s'être repentie lors des procès de sorcellerie en Pays basque. |
| Wilmot Redd                                                          | 1692                                 | pendaison                                                                  | États-Unis, Salem                                          | Pendue le 22 septembre 1692 lors des procès de sorcières de Salem. |
| Susannah Martin (en)                                                 | 1692                                 | pendaison                                                                  | États-Unis, Salem                                          | Elle est une première fois inculpée de sorcellerie en 1669. Lors du second procès en 1692, elle est veuve et pauvre. Elle est condamnée à la suite d'examens physiques forcés de ses seins, qui auraient démontré qu'elle aurait donné du lait à quelqu'un tandis qu'elle était en prison, détail qui signe sa perte. Elle est pendue le 19 juillet 1692. |
| Sarah Wildes (en)                                                    | 1692                                 | pendaison                                                                  | États-Unis, Salem                                          | Accusée de sorcellerie, elle est pendue le 19 juillet 1692 dans le cadre des procès des sorcières de Salem. |
| Ann Pudeator                                                         | 1692                                 | pendaison                                                                  | États-Unis, Salem                                          | Sage-femme et infirmière condamnée pour sorcellerie dans le cadre des procès des sorcières de Salem et pendue en 1692. |
| Alice Parker (en)                                                    | 1692                                 | pendaison                                                                  | États-Unis, Salem                                          | Victime des procès des sorcières de Salem, elle est pendue en 1692. |
| Abigail Hobbs                                                        | 1692                                 | peine de mort                                                              | États-Unis, Salem                                          | Abigail Hobbes est condamnée à mort durant les procès des sorcières de Salem, mais la sentence n'est pas appliquée. |
| Rebecca Nurse                                                        | 1692                                 | pendaison                                                                  | États-Unis, Salem                                          | Victime du procès des sorcières de Salem, elle est d'abord acquittée puis condamnée en 1692 à être pendue à Salem dans le Massachusetts. |
| Anne Gadenne                                                         | 1613                                 | bannissement                                                               | France, Annappes                                           | Accusée de sorcellerie en 1613, elle est bannie 10 ans par le comte d'Annappes. |
| Amina bint Abdul Halim bin Salem Nasser                              | 2011                                 | décapitation                                                               | Arabie Saoudite, Al Jawf                                   | Elle est décapitée pour sorcellerie en Arabie Saoudite en 2011,. |
| Isobel Gowdie                                                        | 1662                                 | inconnue                                                                   | Écosse, Auldearn                                           | Célèbre pour ses confessions détaillées de ses pratiques de sorcellerie à Auldearn en Écosse en 1662, on ignore si elle a été exécutée. |
| Graciana de Barrenechea                                              | fin du XVIe siècle                   | morte en prison repentie                                                   | Pays basque, Zugarramurdi                                  | Condamnée lors des procès des sorcières de Zugarramurdi et du Pays basque elle meurt en prison après s'être repentie, comme ses deux filles Maria Yriarte et Estebania Yriarte. Son époux Joanes Goiburu est condamné à la prison à vie mais est libéré par la suite. |
| Margaret Cuthbertson                                                 | 1629                                 | bûcher                                                                     | Écosse, Penicuik                                           | Exécutée pour sorcellerie à Penicuik, Édimbourg en 1629,. |
| Elspeth Reoch (en)                                                   | 1616                                 | strangulation                                                              | Écosse, Kirkwall                                           | Jeune femme recourant à des chants magiques en arrachant des pétales de millefeuille pour soigner, elle prétend être muette et est battue et torturée par son frère. Elle est condamnée pour sorcellerie et est étranglée le 12 mars 1616 à Kirkwall, dans les Orcades,. |
| Maria da Conceição (prétendue sorcière)                              | 1798                                 | bûcher                                                                     | Brésil, São Paulo                                          | Guérisseuse, elle entre en conflit avec le père Luis, opposé à son recours aux herbes médicinales. Elle est exécutée pour sorcellerie en 1798 à São Paulo au Brésil. |
| Margreth Schad (de)                                                  | 1617                                 | bûcher                                                                     | Allemagne, Flörsheim am Main                               | Margreth Schad, son père Johann et sa sœur Ela sont condamnés pour sorcellerie et exécutés le 6 juillet 1617 à Flörsheim dans le cadre des procès des sorcières de Flörsheim (de). |
| Ursulina de Jesus                                                    | 1754                                 | bûcher                                                                     | Brésil, São Paulo                                          | Son mari Sebastiano de Jesus — qui entretient une liaison avec une dénommée Cesaria — l'accuse d'user de magie pour le rendre stérile. Elle est condamnée au bûcher et exécutée en 1754 à São Paulo, au Brésil. |
| Kate McNiven                                                         | 1715 ou 1615                         | bûcher                                                                     | Écosse, Perthshire                                         | Jeune infirmière exerçant près de Crieff, une des dernières femmes brûlées pour sorcellerie en Écosse. La date de sa mort (1715 ou 1615) et son existence sont sujettes à controverses . |
| Anne Løset                                                           | 1679                                 | bûcher                                                                     | Norvège, Comté de Møre og Romsdal                          | Inculpée pour sorcellerie elle commence par tout nier puis sous pression avoue tout et est condamnée au bûcher. |
| Doritte Nippers                                                      | 1571                                 | bûcher                                                                     | Danemark                                                   | Accusée une première fois en 1551 de pas s'acquitter de ses impôts (sans suite), elle est traînée à nouveau devant un tribunal en 1571 pour les mêmes faits mais aussi pour sorcellerie. Elle est condamnée au bûcher. |
| Marguerite Joly                                                      | 1681                                 | bûcher                                                                     | France, Paris                                              | Impliquée dans l'affaire des poisons. |
| Johanne Nielsdatter                                                  | 1695                                 | bûcher                                                                     | Norvège                                                    | Dernière personne exécutée pour sorcellerie en Norvège. |
| Gertrud Skomagers                                                    | 1556                                 | bûcher                                                                     | Danemark                                                   | Accusée par Hans Ipsen à Rudkøbing de sorcellerie, faits confirmés par 16 témoins. Elle n'avoue pas même sous la torture. Après son exécution son mari en appelle au roi, qui déclare la plainte recevable. Depuis ce procès, de tels verdicts doivent être confirmés par la haute cour de justice. |
| Françoise Filastre                                                   | 1680                                 | bûcher                                                                     | France, Paris                                              | Impliquée dans l'affaire des poisons, elle est condamnée et exécutée en 1680. Grâce à son témoignage obtenu sous la torture les 30 septembre et 1er octobre 1680 la participation de Madame de Montespan, la favorite du roi, est attestée. |
| Claudia Colla                                                        | 1611                                 | bûcher                                                                     | Italie                                                     | Maîtresse de Ranuce Ier Farnèse elle est accusée d'user de sorcellerie avec la complicité de sa mère pour empêcher Ranuce d'avoir une descendance et condamnée au bûcher. |
| Sarah Basset (en)                                                    | 1730                                 | bûcher                                                                     | Bermudes, Port d'Hamilton, Bermudes (en)                   | Esclave accusée d'avoir empoisonné Thomas Foster et sa servante Nancey, elle est condamnée au bûcher en 1730 aux Bermudes. Son procès est souvent considéré comme un procès en sorcellerie. |
| Martha van Wetteren (en)                                             | 1684                                 | bûcher                                                                     | Belgique, Belsele                                          | Veuve flamande qui survit grâce à la pratique de la sorcellerie. Enceinte lors de sa condamnation, son exécution est repoussée après la naissance de l'enfant, et elle est brûlée sur le bûcher le 23 octobre 1684. |
| Cathelyne Graeve                                                     | 1611                                 | bûcher ?                                                                   | Belgique, Nieuport                                         | Exécutée pour sorcellerie à Nieuport le 10 septembre 1611. |
| Thuridur Olafsdottir (en)                                            | 1678                                 | bûcher                                                                     | Islande, Vestur-Barðastrandarsýsla                         | Étrangers nouvellement arrivés à Skagafjordur, le fils raconte qu'ils ont traversé les rivières sans cheval et sans ferry, prouvant en quelque sorte la sorcellerie de sa mère. Ils sont brûlés à Bardastrandarsysla en 1678 ; elle est la seule femme connue à avoir été exécutée pour sorcellerie en Islande. |
| Jón Helgason                                                         | 1678                                 | bûcher                                                                     | Islande, Vestur-Barðastrandarsýsla                         | Brûlé car il aurait rendu malade sa sœur. |
| Alena Arzamasskaia                                                   | 1670                                 | bûcher                                                                     | Russie, Temnikov                                           | Parfois appelée la Jeanne d'Arc russe, elle se rebelle contre le tsar et prend la tête d'une armée sous la direction de Stenka Razine. Elle parvient à prendre Temnikov mais est arrêtée et condamnée au bûcher. Certaines sources mentionnent une inculpation pour sorcellerie. |
| Dorothea Flock (en)                                                  | 1630                                 | bûcher                                                                     | Allemagne, Bamberg                                         | Épouse d'un conseiller municipal de Bamberg dont la première femme a déjà été exécutée pour sorcellerie, elle est accusée et condamnée alors qu'elle est enceinte, malgré des interventions en haut lieu. Elle accouche en prison et est brûlée le 17 mai 1630 |
| Nycollin et Pierre de Torrenté                                       | 1481                                 | bûcher                                                                     | Suisse, Val d'Anniviers                                    | Notaire et notable, son nom est peut-être suggéré durant les procès en 1466 - 1467 par les juges, et apparait une vingtaine de fois. Homme riche et juriste, il s'est opposé avant 1467 à l'évêque Walter Supersaxo dans le règlement de la succession de la seigneurie du Val d'Anniviers, en aidant les Anniviers à proposer le rachat de la seigneurie. Prévenu, il cherche à s'enfuir en 1481, et est arrêté par Pierre Zufferey, et le vice-châtelain Jean Uldrici au lieu-dit Landot, dans la forêt appelée les Landoux, entre Vissoie et Fang. S'enfuir constitue aux yeux de la justice une preuve indubitable de sa culpabilité. Il est ensuite accusé, incarcéré et torturé plusieurs jours durant. Il avoue à la suite des séances de torture et est condamné au bûcher avec son fils Nycollin et ses biens confisqués sont légués par l'évêque Walter Supersaxo à son fils Georges. On a par la suite tenté de faire disparaître son nom et celui de son fils des archives retraçant l'histoire (interrogatoire des procès et actes concernant les biens confisqués) par grattage des parchemins. |
| Trina Kuenis                                                         | 1466                                 | bûcher                                                                     | Suisse, Conches                                            | Trina et Nesa Kuenis, mère et fille, sont condamnées au bûcher à la suite de la sentence prononcée par l'évêque Walter Supersaxo le 29 juillet 1466. Un certain Peter Eschiller, de même nom que celui condamné en 1480 figure parmi ses juges, |
| Pierre Terretaz                                                      | 1730                                 | bûcher                                                                     | Suisse, Bagnes                                             | Originaire de Sembrancher, il est avec Jeanne-Françoise Aubert de Bovernier l'une des deux dernières victimes des procès de sorcellerie en Valais, |
| Françoise Aubert                                                     | 1730                                 | bûcher                                                                     | Suisse, Bagnes                                             | Originaire de Bovernier, elle est avec Pierre Terretaz la dernière sorcière brûlée en Valais |
| Marie Etiennette Casuit                                              | 1733                                 | acquittement                                                               | Suisse, Valais                                             | Originaire des Hauts de Fully, elle est accusée et soumise à la question, elle est relâchée le 11 février 1733 sans avoir rien avoué. |
| Peter Eschiller                                                      | 1484                                 | bûcher                                                                     | Suisse, Sion                                               | Originaire de Cinches, mis en cause durant la chasse aux sorcières impulsée par Walter Supersaxo dans les années 1480, il prend la fuite,. |
| Jaquette de Seran                                                    | 1480                                 | bûcher                                                                     | Suisse, Val d'Anniviers                                    | Condamnée au bûcher |
| Jeannette et Jaqueta Dalliardaz                                      | 1466 ou 1467 (date précise inconnue) | bûcher                                                                     | Suisse, Val d'Anniviers                                    | Son cas est connu car ses biens confisqués après sa condamnation ont été vendus en 1477 alors que le notaire Henri Warnerii est châtelain d’Anniviers |
| Perrette Perrussodi                                                  | 1466 ou 1467 (date précise inconnue) | bûcher                                                                     | Suisse, Val d'Anniviers                                    | Son cas est connu car ses biens confisqués après sa condamnation ont été vendus en 1477 alors que le notaire Henri Warnerii est châtelain d’Anniviers |
| Willerma Burguiner                                                   | 1466 ou 1467 (date précise inconnue) | bûcher                                                                     | Suisse, Val d'Anniviers                                    | Son cas est connu car ses biens confisqués après sa condamnation ont été vendus en 1477 alors que le notaire Henri Warnerii est châtelain d’Anniviers |
| Anthonia Supra Ecclesiam                                             | 1466-1467                            | bûcher                                                                     | Suisse, Val de Bagnes                                      | Victime de la vague de procès de sorcellerie en Valais en 1466 - 67 lancée par Walter Supersaxo, évêque de Sion de 1457 à 1482. |
| Anthonia de Terra                                                    | 1457                                 | bûcher                                                                     | Suisse, Val de Bagnes                                      | Victime de la vague de procès de sorcellerie en Valais en 1466 - 67 lancée par Walter Supersaxo, évêque de Sion de 1457 à 1482. |
| Agnès Cristini                                                       | 1457                                 | bûcher                                                                     | Suisse, Val de Bagnes                                      | Victime de la vague de procès de sorcellerie en Valais en 1466 - 67 lancée par Walter Supersaxo, évêque de Sion de 1457 à 1482. |
| François de la Tour                                                  | 1462                                 | bûcher                                                                     | Suisse, Montagnier Bagnes                                  | Seigneur de Montagnier, Bagnes, il est accusé de sorcellerie, mais purifié en 1457. Il est à nouveau mis en cause par des sorcières condamnées au bûcher, et reconnu coupable en 1462, après être passé aux aveux. Ses biens sont confisqués et font ensuite l'objet de procès entre le duc de Savoie, l’abbaye de Saint-Maurice et Pierre de Neuvecelle, chacun cherchant à se les approprier. Ces procès sont retracés dans des archives conservées conservées à l’abbaye de Saint- Maurice et à peut-être aussi à Turin. |
| Martiale Espaze                                                      | 1491                                 | inconnue                                                                   | France, Boucoiran                                          | Elle s'enfuit avec son mari après avoir été dénoncée par des femmes condamnées à mort, et avoue avoir empoisonné des enfants. On ne sait pas si elle a été condamnée,. |
| Guillemette La Tubée                                                 | 1382                                 | lettre de rémission du roi                                                 | France, Paris                                              | Accusée de maléfice et emprisonnée pour avoir prétendument préparé des potions à base d'os humains afin de regagner l'amour de son mari,. |
| Marion la Droiturière, dite L’Estallée                               | 1390                                 | bûcher                                                                     | France, Paris                                              | Condamnée pour sorcellerie, après avoir dénoncé son amie Margot de la Barre. Elles auraient donné un philtre d'amour contenant des ossements humains au fiancé de Marion,. |
| Andrée Garaude                                                       | 1475                                 | bûcher                                                                     | France, Noirlieu                                           | Bergère de Noirlieu, elle devient domestique après la mort de son mari. Elle avoue avoir participé au sabbat à seize reprises. Elle est brûlée le 21 septembre 1475 à Noirlieu. |
| Margot de la Barre                                                   | 1390                                 | ?                                                                          | France, Paris                                              | Dénoncée par son amie Marion L'Estallée pour avoir donné un philtre à base d'ossements humains au fiancé de Marion. |
| Jehanne Canay                                                        | 1453                                 | bûcher (lynchage)                                                          | France, Marmande                                           | Accusée de sorcellerie, une foule de personnes la séquestre avec Peronne de Benville,, malgré la réticence des baillis (l'une d'entre elles étant la marraine d'un bailli). Elles sont conduites au bûcher par la foule et brûlées. |
| Péronne de Benville                                                  | 1453                                 | bûcher (lynchage)                                                          | France, Marmande                                           | Dénoncée par Chateta, une des dix sorcières mises en cause durant la chasse aux sorcières de Marmande, elle est accusée d'être une pousonière (sorcière),. La foule s'empare d'elle et de Jehanne Canay, malgré la réticence des baillis (l'une d'entre elles est la marraine d'un bailli). Elles sont toutes deux brûlées sans procès. |
| Péronne Goguillon                                                    | 1679                                 | bûcher                                                                     | France, Douai                                              | Accusée de sorcellerie et « sondée » par le bourreau de Douai (Jacques Galopin) pour mettre en évidence les marques du diables sur son corps, elle est condamnée au bûcher et brûlée le 29 mai 1679,. |
| Anna Blintz                                                          | 1620                                 | exécution                                                                  | France, Dahlenheim                                         | Exécutée avec son frère et sa mère, puis brûlée. Accusée de débauche et soupçonnée d'avoir tué son père et son frère, victime des procès en sorcellerie de Molsheim. |
| Catherine Peyretone                                                  | 1519                                 | bûcher                                                                     | France, Vivarais, Montpezat                                | Veuve de Mendon Eyrault du Villaret, elle est brûlée le 12 octobre 1519 à Montpezat dans le Vivarais, |
| Jeanne Chareyre                                                      | 1519                                 | bûcher                                                                     | France, Vivarais                                           | Surnommée la Vachonne du Roux, séparée de Vachon du village du Roux, paroisse de Montépezat, elle est accusée par Maryte Vaysseyre et Johana Défans. Elle est incarcérée et torturée, elle fait appel auprès du roi et est relâchée jusqu'à la sentence,. |
| Agnès Colomb                                                         | 1519                                 |                                                                            | France, Vivarais                                           | Emprisonnée à l'abbaye cistercienne de Mazan, accusée de pacte avec le diable pour se venger de deux moines qui l'auraient délaissée. On ignore l'issue du procès. |
| Catherine Las-Hermes                                                 | 1519                                 | bûcher ou flagellation et bannissement selon les sources (contradictoires) | France, Vivarais                                           | Accusée de sorcellerie, arrêtée et brûlée vive,. |
| Louise Fumat                                                         | 1490                                 | pendaison                                                                  | France, Vivarais                                           | [ 67 ] |
| Béatrix Laurence                                                     | 1519                                 | condamnée à faire pénitence                                                | France, Vivarais                                           | Arrêtée par les religieux de l'abbaye de Mazan, elle est condamnée à faire pénitence et amendement,. |
| Catherine Vesse                                                      | 1519                                 |                                                                            | France, Vivarais                                           | Torturée à l'abbaye cistercienne de Mazan,. |
| Jeanne Peyrerone                                                     | 1530                                 |                                                                            | France, Vivarais                                           | Épouse d'un savetier de Montpezat, emprisonnée au château de Montpezat, elle comparait le 26 janvier 1520. Elle est relâchée, mais demande la purgation canonique. |
| Anne, fille de Pétronille                                            | 1617                                 | exécution                                                                  | France, Oberhaslach                                        | Exécutée à l’âge de 7 ans, avec sa sœur Christine, âgée de 5 ans lors des procès en sorcellerie de Molsheim, dont la particularité est le nombre élevé d'enfants parmi les victimes. |
| Margaretha Lohner                                                    | 1629                                 | exécution                                                                  | France, Molsheim                                           | Victime des procès en sorcellerie de Molsheim. |
| Catharina Anderwert                                                  | 1629                                 | exécution                                                                  | France, Molsheim                                           | Âgée de 9 ans, victime des procès en sorcellerie de Molsheim. |
| Catharina Halter                                                     | 1630                                 | exécution                                                                  | France, Molsheim                                           | Âgée de 8 ans, victime des procès en sorcellerie de Molsheim. |
| Christina Liechtenauer                                               | 1630                                 | exécution                                                                  | France, Molsheim                                           | Âgée de 9 ans, victime des procès en sorcellerie de Molsheim. |
| Barbara Liechtenauer                                                 | 1630                                 | exécution                                                                  | France, Molsheim                                           | Âgée de 10 ans, victime des procès en sorcellerie de Molsheim. |
| Margaretha Heinrich                                                  | 1630                                 | exécution                                                                  | France, Altorf                                             | Âgée de 13 ans, victime des procès en sorcellerie de Molsheim. |
| Maria Kohler                                                         | 1630                                 | exécution                                                                  | France, Altorf                                             | Âgée de 11 ans, victime des procès en sorcellerie de Molsheim. |
| Anne Hauldecœur                                                      |                                      | bûcher                                                                     | Belgique, Flandres                                         | [ 68 ] |
| Bartholomé Pfeiffer                                                  | 1630                                 | bannissement                                                               | France, Molsheim                                           | Mis en cause dans les procès de sorcellerie à Molsheim, Bartolomé Pfeiffer âgé de 15 ou 16 ans avoue avoir fait un pacte avec le diable, mais se rétracte ensuite. Emprisonné des mois durant, il résiste à la torture et clame son innocence. Il est finalement banni en 1631. |
| Chen Jiao (impératrice)                                              | 110 av. J.-C.                        | mort naturelle                                                             | Chine, Chang'an                                            | Elle épouse l'empereur Han Wudi malgré une grande différence d'âge, et n'arrive pas à avoir des enfants. La sœur de l'empereur lui présente alors Wei Zifu et il en tombe amoureux. Jalouse, l'impératrice essaie de la kidnapper, mais le complot est déjoué et elle tombe en disgrâce. Par la suite elle fait appel à une sorcière notoire, Chu Fu, pour regagner l'amour de l'empereur. Elle est alors condamnée pour sorcellerie et exilée dans un palais en dehors de la ville. |
| Bader-Ann (de)                                                       | 1680                                 | décapitation                                                               | Allemagne, Veringenstadt                                   | Anna Kramer, parfois appelée Bader-Ann, est condamnée pour sorcellerie et décapitée en 1680 à Veringerstadt en Allemagne. |
| Katharina Bernburg (de)                                              | 1597                                 | bûcher                                                                     | Allemagne, Wenigrode                                       | Accusée de sorcellerie, torturée, elle avoue ses crimes et est brûlée à Wenigrode en 1597. |
| Margaretha Bauerbacher                                               | 1573                                 | bûcher                                                                     | Allemagne. Baden Baden                                     | Brûlée pour sorcellerie à Baden Baden. |
| Katharina Hildebrand                                                 | 1573                                 | bûcher                                                                     | Allemagne, Baden Baden                                     | Brûlée pour sorcellerie à Baden Baden. |
| Dorothea Muhlhengin                                                  |                                      | suicide                                                                    | Allemagne, Baden Baden                                     | Accusée de sorcellerie à Baden Baden, elle se suicide en prison. |
| Marie Navart                                                         | 1656                                 | bûcher                                                                     | France, Templeuve                                          | Fille de médecin, guérisseuse, accusée de sorcellerie et brûlée à Templeuve en 1656. |
| Johann Albrecht Adelgrief (en)                                       | 1636                                 | exécution                                                                  | Pologne, Königsberg                                        | Originaire de Elbląg, arrêté à Königsberg et condamné à mort pour sorcellerie en 1636. |
| Margaret Bane                                                        | 1597                                 | bûcher                                                                     | Écosse, Aberdeen                                           | Sage femme condamnée après trois procès en sorcellerie à Aberdeen en 1597. |
| Margarethe Altenhofen (de)                                           | 1646                                 | exécution                                                                  | Allemagne, Rhens                                           | Exécutée pour sorcellerie après le procès de sorcellerie de Rhens (de) en 1646. |
| Wolde Albrechts                                                      | 1619                                 | bûcher                                                                     | Allemagne, Magdeburg                                       | Accusée de sorcellerie et brûlée vive en 1619,. |
| Veit Adlwart (de)                                                    | 1721                                 | exécution                                                                  | Allemagne, Freising                                        | Accusé de sorcellerie et exécuté à l'âge de 18 ans à Freising le 15 décembre 1721 à la suite des procès de sorcellerie d'enfants à Freising (de). |
| Grete Adrian (de)                                                    | 1655                                 | décapitation                                                               | Allemagne, Rüthen                                          | Paysanne accusée de sorcellerie, exécutée par décapitation puis brûlée à Rüthen en Allemagne. |
| Paolo Gasparutto                                                     | 1581                                 | inconnue                                                                   | Italie, Cividale                                           | Benandante (anti-sorcier) du village de Brazzano, condamné à 6 mois de prison pour sorcellerie. |
| Marigje Arriens (en)                                                 | 1591                                 | bûcher                                                                     | Pays-Bas, Schoonhoven                                      | Médecine, brûlée pour sorcellerie à Schoonhoven aux Pays-Bas en 1591. |
| Aikia Aikianpoika (en)                                               | 1671                                 | exécution                                                                  | Finlande, Kuolajärvellä                                    | Shaman Sami originaire de Kemi, condamné pour sorcellerie à Kuolajärvellä. |
| Battista Moduco                                                      | 1581                                 | inconnue                                                                   | Italie, Cividale                                           | Crieur de Cividale et Benedanti condamné à 6 mois de prison pour sorcellerie. |
| Enguerrand de Marigny                                                | 1315                                 | pendaison                                                                  | France, Paris, Gibet de Montfaucon                         | Bras droit de Philippe le Bel. Il est accusé de sorcellerie par Charles de Valois et pendu. |
| Margery Jourdemayne                                                  | 1441                                 | bûcher                                                                     | Angleterre, Smithfield                                     | Condamnée pour sorcellerie avec Eleanor Cobham (celle-ci est emprisonnée à vie). |
| Josyne van Beethoven                                                 | 1595                                 | pendaison                                                                  | Belgique, Bruxelles                                        | Soupçonnée d'être une sorcière et exécutée à Bruxelles. |
| Ursula Kemp                                                          | 1582                                 | pendaison                                                                  | Angleterre, Chelmsford                                     | Guérisseuse et sage-femme anglaise pendue pour sorcellerie en 1582, au motif qu'elle aurait utilisé des génies familiers pour rendre malades ou tuer des voisins. |
| Éléonore Cobham                                                      | 1452                                 | emprisonnement à vie, mort naturelle en prison                             | Angleterre                                                 | Eleanor est la maîtresse et la seconde épouse de Humphrey de Lancastre, duc de Gloucester. Accusée de sorcellerie, elle fut emprisonnée pour trahison et nécromancie en 1441. |
| Gwen ferch Ellis (en)                                                | 1594                                 | pendaison                                                                  | Pays de Galles, Denbigh                                    | Condamnée pour sorcellerie et pendue à Denbigh, elle est la première victime de la chasse aux sorcières au pays de Galles. |
| Anna Simonsdotter Hack                                               | 1676                                 | décapitation                                                               | Suède, Stockholm                                           | Anna "Annika" Simonsdotter Hack, connue en tant que "Tysk-Annika", exécutée par décapitation en même temps que Malin Matsdotter. |
| Jeanne Gras                                                          | 1715                                 | pendaison                                                                  | France, Chambéry                                           | Cordière à Brenthonne, 70 ans, aurait "maléficié" son fils, est accusée de sorcellerie avec sa sœur Claudine. Fait amende honorable devant le Saint-Sacrement du maître-autel, . |
| Claudine Gras                                                        | 1715                                 | strangulation puis bûcher                                                  | France                                                     | Laboureuse à Brenthonne, âgée de 55 ans, accusée de sorcellerie avec sa sœur Jeanne et condamnée à assister à son supplice. |
| Nicolarde Barbier                                                    | 1715                                 | inconnue                                                                   | France, Brenthonne                                         | Mise en cause dans le procès de sorcellerie, des sœurs Jeanne et Claudine Gras. |
| Gobel Babelin                                                        | 1626 - 1631                          | exécution                                                                  | Allemagne, Wurtzbourg                                      | Considérée comme la plus jolie fille de la ville, condamnée à mort pour sorcellerie durant les procès de sorcières de Wurzburg de 1626 à 1631. |
| Peirinetta Raibauda                                                  | 1623                                 | strangulation                                                              | France, Castellar                                          | Jugée pour sorcellerie, étranglée puis brûlée à Castellar, dans les Alpes maritimes. |
| Eva Roller dite Die Sagerin (en)                                     | 1573                                 | mort "naturelle"                                                           | Suisse, Lucerne                                            | Accusée de sorcellerie, torturée pendant son jugement, elle meurt en prison |
| Christina Morhaubt (en)                                              | 1627                                 | bûcher                                                                     | Allemagne, Bamberg                                         | Femme du maire de la ville de Bamberg, Johann Morhaubt, victime des procès de Bamberg en Allemagne. |
| Kunigunth Weberin                                                    | 1627                                 |                                                                            | Allemagne, Bamberg                                         | Servante de Chritina Morhaubt et dénoncée par elle comme sorcière sous la torture, elle dénonce à son tour le fils de sa patronne Hans Morhaubt. |
| Ellin Helena von Kronach                                             | 1627                                 |                                                                            | Allemagne, Bamberg                                         | Dénoncée par Christina Morhaubt sa patronne, elle dénonce à son tour des femmes de notables de la ville: Georg Neudecker, Johannes Junius et Dietmeyer et Katherina Haan, la femme du conseiller Georg Haan. |
| Katherina Haan                                                       | 1638                                 | exécution par l'épée                                                       | Allemagne, Bamberg                                         | Noble dénoncée comme sorcière par notamment Ellin Helena von Kronach lors des procès en sorcellerie de Bamberg, elle est torturée (elle y dénonce son fils) et condamnée au bûcher le 19 janvier 1628 mais la grâce du prince-évêque transforme la sentence en exécution par l'épée, ce qui fut fait le 24 janvier. Son mari, ses filles Katharina Röhm et Ursula Maria Haan sont exécutés ; son fils Adam et sa femme sont également morts par exécution après la torture. |
| Hans Morhaubt                                                        | 1628                                 | bûcher                                                                     | Allemagne, Bamberg                                         | Fils de Christina Morhaubt, victime des procès de Bamberg en Allemagne à l'âge de 14 ans |
| Barbara Zdunk                                                        | 1811                                 | bûcher                                                                     | Prusse, Rößel                                              | Née en 1769 près de Bartoszyce et exécutée le 21 août 1811 sur une colline à l'écart de Reszel (rattachée à l'époque à la Prusse sous le nom de Rößel), Barbara est une Polonaise condamnée comme pyromane et sorcière. Elle pourrait avoir été la dernière personne en Europe à mourir sur le bûcher. |
| Diel Breull (en)                                                     | 1632                                 | bûcher                                                                     | Allemagne, Hesse                                           | Accusé de sorcellerie et exilé de Hesse, puis brûlé en 1632 |
| Georg Hahn                                                           | 1628                                 | bûcher                                                                     | Allemagne, Bamberg                                         | |
| Johannes Junius (en)                                                 | 1628                                 | bûcher                                                                     | Allemagne, Bamberg                                         | Maire de Bamberg, condamné pour sorcellerie procès en sorcellerie de Bamberg (en) et brûlé vif. La lettre qu'il laisse à sa fille alors qu'il attend son exécution dans la prison de Bamberg nous est parvenue. |
| Merga Bien                                                           | 1603                                 | bûcher                                                                     | Allemagne, Fulda                                           | Accusée de sorcellerie pendant les procès des sorcières de Fulda, en Allemagne. |
| Martha Carrier (en)                                                  | 1692                                 | pendaison                                                                  | États-Unis, Salem                                          | Accusée de sorcellerie pendant le procès des sorcières de Salem, pendue le 19 août 1692 (voir sur Wikisource) |
| Elin i Horsnäs                                                       | 1611 circa                           | décapitation                                                               | Suède, Sunnerbo                                            | Jugée à deux reprises, innocentée par une première ordalie mais convaincue de sorcellerie par la seconde. Torturée par Håkan, elle reconnait un meurtre. Elle est décapitée après 1611. |
| Britta Arfvidsdotter                                                 | 1619                                 | exécution                                                                  | Suède                                                      | Procès en 1616, dirigé par Håkan (cf. Elin i Horsnäs) |
| Ingeborg Boggesdotter (sv)                                           | 1619                                 | probablement bûcher                                                        | Suède, paroisse d'Urasa                                    | Procès en août 1618, dirigé par Håkan (cf. Elin i Horsnäs), condamnée en février 1619. |
| Margareta Matsdotter                                                 | 1676                                 | exécution                                                                  | Suède, Stockholm                                           | Exécutée après le procès des sorcières à Katarina. |
| Maria Jönsdotter                                                     | 1676                                 | exécution                                                                  | Suède, Stockholm                                           | Exécutée à la suite du procès des sorcières à Katarina. |
| Anna Zippel                                                          | 1676                                 | décapitation                                                               | Suède, Stockholm                                           | Procès du sabbat de Blockula (en). Femme d'un notable de la ville, elle est la sœur de Brita Zippel, accusée par ses neveux d'être une sorcière. Verdict le 24 avril 1676 dans Katarina church (en) à Stockholm. Condamnée comme sa sœur, Anna est exécutée, hagarde et presque inconsciente le 29 avril. |
| Malin Matsdotter                                                     | 1676                                 | bûcher                                                                     | Suède, Stockholm                                           | Brûlée vive sur la place de Hötorget à Stockholm le 5 août 1676 après avoir été dénoncée par ses propres filles. Une des dernières sorcières brûlées en Suède. |
| Anna Lärka                                                           | 1676?                                | exécution                                                                  | Suède                                                      | Exécutée à la suite du procès des sorcières à Katarina en Suède 1675-1676. |
| Anna Månsdotter (en)                                                 | 1676                                 | suicide suivi de décapitation et bûcher                                    | Suède, Stockholm                                           | Procès du sabbat de Blockula (en). Associée de Brita et Anna Zippel, elle reste particulièrement digne pendant le procès, ne laissant paraître aucune émotion. Condamnée au même supplice que ses amies, elle se suicide en prison. Son corps est décapité et brûlé le 29 avril. |
| Karin Johansdotter                                                   | 1676?                                | suicide                                                                    | Suède, Stockholm                                           | Accusée de sorcellerie pendant le au procès des sorcières à Katarina en Suède 1675-1676, elle se suicide en prison. |
| Wolde Albrecht                                                       | 1619                                 | bûcher                                                                     | Allemagne, Stettin                                         | Torturée et brûlée |
| Alice Kyteler                                                        | 1324                                 | évasion                                                                    | Irlande, Kilkenny                                          | Alice Kyteler (née en 1280, morte après 1325) est une dame de la noblesse hiberno-normande, et la première personne accusée de sorcellerie en Irlande. Elle est condamnée mais s'échappe du pays, tandis que sa servante et confidente Petronilla de Meath est fouettée et condamnée au bûcher le 3 novembre 1324 |
| Pierina de' Bugatis                                                  | 1390                                 | exécution                                                                  | Italie                                                     | Vouant un culte à la Madonna Oriente, elle est condamnée en Italie en 1390. |
| Sibilla Zanni                                                        | 1390                                 | exécution                                                                  | Italie                                                     | Vouant un culte à la Madonna Oriente, elle est condamnée en Italie en 1390. |
| Veronika de Desenice                                                 | 1425                                 | noyade                                                                     | Slovénie                                                   | Blanchie lors d'un procès des crimes de sorcellerie dont on l'accusait, elle est pourtant jetée en prison et probablement noyée en 1425 par son beau-père Herman II de Celje. |
| Jeanne de Brigue                                                     | 1391                                 | bûcher                                                                     | Paris, France                                              | Paysanne de Brie, surnommée La Cordelière, elle est la première personne jugée pour sorcellerie par le Parlement de Paris, le 29 octobre 1390. Elle est brûlée vive le 19 août 1391 au marché aux pourceaux de la rue Saint-Honoré avec Macette. |
| Macette                                                              | 1391                                 | bûcher                                                                     | Paris, France                                              | Brûlée avec Jeanne de Brigue à Paris en 1391. |
| Catherine Quicquat                                                   | 1448                                 |                                                                            | Suisse, Vevey                                              | Jugée en 1448 à Vevey dans le Pays de Vaud,. |
| Jeannette Anyo                                                       | 1460                                 |                                                                            | Suisse, Lausanne                                           | Lausanne vers 1460 |
| Françoise Bonvin                                                     | 1467                                 |                                                                            | Suisse, Valais                                             | Condamnée en 1467 dans le Valais,, Suisse dans le cadre des Procès de sorcellerie du Valais. |
| Rolette Curtet                                                       | 1534                                 | exécution                                                                  | Suisse, Genève                                             | Exécutée en 1534 à Genève,. |
| Rolette Liermy                                                       | 1537                                 | décapitation                                                               | Suisse, Champel à Genève                                   | Originaire de Versoix. Dénoncée par ses voisins de Genève, elle subit cinq interrogatoires et avoue avoir pactisé avec le diable et avoir depuis le pouvoir de tuer enfants et animaux de son choix. Condamnée à Champel en juillet 1537. |
| Bodil Lauritzen                                                      | 1539                                 | bûcher                                                                     | Danemark, Stege                                            | Brûlée en 1539 à Stege au Danemark. |
| Karen Grottes                                                        | 1539                                 | bûcher                                                                     | Danemark, Stege                                            | Brûlée en 1539 à Stege au Danemark. |
| La veuve Marchand                                                    | 1585                                 |                                                                            | Suisse, Boudry                                             | Torturée et condamnée à Boudry en 1585. |
| Elisabeth Besson                                                     | 1585                                 |                                                                            | Suisse, Boudry                                             | Torturée et condamnée à Boudry en 1585. |
| Françoise Collin                                                     | 1585                                 |                                                                            | Suisse, Boudry                                             | Torturée et condamnée à Boudry en 1585 |
| La Bessone                                                           | 1585                                 |                                                                            | Suisse, Boudry                                             | Torturée et condamnée à Boudry en 1585 |
| Margrethe Jakob Skrivers                                             |                                      |                                                                            |                                                            | |
| Gostanza                                                             | 1594                                 |                                                                            | Italie, Toscane, San Miniato                               | Jugée en 1594 à San Miniato en Toscane. |
| Jeanne Brolliet                                                      | 1623                                 | bûcher                                                                     | Suisse, Genève                                             | Dernière personne brûlée vive à Genève en 1623. |
| Rolette Revilliod                                                    | 1626                                 | exécution                                                                  | Suisse, Jussy                                              | Exécutée à Jussy en 1626,. |
| Janet Barker et Margaret Lauder                                      | 1643                                 | exécution                                                                  | Écosse, Edimbourg                                          | Exécutées en 1643 à Édimbourg, Écosse. |
| Aymée Riondet                                                        | 1687                                 | sentence inconnue                                                          | France, Samoëns                                            | Arrêtés pour sorcellerie,. Le bruit public assure qu'une habitante de Samoëns (Haute-Savoie) est une sorcière. Affaire étudiée dans Etude de trois procès en sorcellerie en Savoie, à la fin du XVIIe siècle, AD 073, J 240. Fouet et expulsion des États requis par l'avocat général le 25 juillet 1682. |
| Kate Nevin (en)                                                      | 1715                                 | bûcher                                                                     | Écosse                                                     | Brûlée en Écosse en 1715. |
| Jane Wenham                                                          | 1712                                 |                                                                            | Angleterre                                                 | Procès de 1712 en Angleterre. |
| Dorte Jensdatter                                                     | 1722                                 | lynchage                                                                   | Danemark, Salling                                          | Brûlée vive dans sa maison par des villageois après un pseudo procès clandestin en 1722. |
| Dorothee Elisabeth Tretschlaff (en)                                  | 1701                                 | décapitation                                                               | Allemagne, Uckermark                                       | Décapitée à l'âge de 15 ans le 17 février 1701 à Uckermark,. |
| Jeanne Françoise Aubert de Bovernier,                                | 1731                                 | bûcher                                                                     | Suisse, Valais                                             | Brûlée à Bagnes dans le Valais en 1731. |
| Anna Klemens                                                         | 1800                                 | lynchage                                                                   | Danemark, Horsens                                          | Née en 1718 et assassinée en 1800, elle est la dernière personne lynchée pour des soupçons de sorcellerie au Danemark, et très probablement dans toute la Scandinavie. |
| Krystyna Ceynowa                                                     | 1836                                 | lynchage                                                                   |                                                            | Assassinée à coups de rames après avoir été soumise par la foule à l'ordalie de l'eau dans la mer Baltique en 1836,. |
| Fawza Falih                                                          | 2010                                 | étouffement accidentel                                                     | Arabie Saoudite                                            | Condamnée en 2006 à être décapitée pour sorcellerie et cruauté sur les animaux. Serait morte en prison en 2010 d'un étouffement accidentel, selon les autorités saoudiennes. |
| Marigje Arriens (en)                                                 | 1591                                 | bûcher                                                                     | Pays-Bas                                                   | Brûlée pour sorcellerie. |
| Angéle de la Barthe                                                  | 1275                                 | bûcher                                                                     | France                                                     | Souvent citée comme la première personne condamnée pour commerce avec le diable. Des études montrent cependant que son histoire et son procès ont été inventés par un écrivain du XVe siècle. |
| Sage-femme de Bassett Stratford                                      | 1651                                 | pendaison                                                                  | Fairfield, Colonies britanniques en Amérique               | Pendue comme sorcière à Fairfield (Connecticut),. |
| Anna Muggen (en)                                                     | 1608                                 | exécution                                                                  | Provinces-Unies                                            | Dernière personne exécutée en Hollande pour sorcellerie. |
| Agnès Bernauer                                                       | 1435                                 | noyade                                                                     | Allemagne, Straubing                                       | Célèbre pour sa beauté, elle inspire une vive passion au duc Albert de Bavière, qui l'épouse malgré le refus de son père Ernest de Bavière. Ce dernier la fait alors condamner pour sorcellerie et noyer dans le Donau à Straubing en 1435. |
| Allison Balfour                                                      | 1594                                 | strangulation suivie de bûcher                                             | Écosse, Kirkwall                                           | Guérisseuse réputée de Stenness, Orkney, elle est accusée de sorcellerie par Patrick Stewart, comte d'Orkney, dit Black Patie. Son mari et son fils sont torturés devant elle. Elle cède quand sa fille de sept ans l'est à son tour et confesse les crimes qu'on lui reproche. Elle est étranglée à Kirkwall et son corps est brûlé,. |
| Lasses Birgitta (en)                                                 | 1550                                 | décapitation                                                               | Suède                                                      | Première femme condamnée à mort pour sorcellerie en Suède. Elle aurait tenté de ressusciter un mort dans le cimetière de Kastlösa. |
| Bridget Bishop                                                       | 1692                                 | pendaison                                                                  | Massachusetts, Salem                                       | Première victime des procès des sorcières de Salem. |
| Giovanna Bonanno                                                     | 1789                                 | pendaison                                                                  | Italie                                                     | Veuve, mendiante, vendeuse alléguée de poisons à ses voisins. Accusée de sorcellerie et pendue. |
| Sidonia von Borcke                                                   | 1620 circa                           | décapitation                                                               | Allemagne, Szczecin                                        | Condamnée pour sorcellerie à Stettin, décapitée et son corps est brûlé Wolde Albrechts (en), la date de sa mort n'est pas connue avec précision. |
| George Burroughs                                                     | 1692                                 | pendaison                                                                  | Massachusetts, Salem                                       | Pasteur, exécuté pendant le procès des sorcières de Salem. |
| Martha Carrier (en)                                                  | 1692                                 | pendaison                                                                  | Massachusetts, Andover                                     | Pendue après le procès des sorcières de Salem, ses enfants auraient témoigné contre elle. |
| Michée Chauderon                                                     | 1652                                 | pendaison suivie du bûcher                                                 | Suisse                                                     | Michée Chauderon, pendue et ensuite brûlée à Genève le 6 avril 1652 dernière victime à Genève. |
| Elizabeth Clarke (en)                                                | 1645                                 | pendaison                                                                  | Angleterre                                                 | Première victime de Matthew Hopkins, chasseur de sorcières, accusée de commerce avec le diable, pendue |
| Bridget Cleary                                                       | 1895                                 | bûcher                                                                     | Irlande, Tiperary                                          | Brûlée par son mari persuadé qu'elle était possédée par les fées. |
| Martha Corey                                                         | 1692                                 | pendaison                                                                  | Massachusetts, Salem                                       | Très pieuse, elle est très sceptique à l'égard des procès en sorcellerie de Salem, et l'exprime ouvertement. Elle est alors accusée et pendue le 22 septembre 1692 à l'âge de 72 ans. |
| Helena Curtens (en)                                                  | 1738                                 | bûcher                                                                     | Allemagne                                                  | Une des dernières victimes en Allemagne, jugée en même temps qu'Agnes Olmanns |
| Agnes Ollmans                                                        | 1738                                 | bûcher                                                                     | Allemagne                                                  | Une des dernières victimes en Allemagne, jugée en même temps qu'Helena Curtens |
| Katharina Curtius                                                    | 1629                                 | bûcher                                                                     | Allemagne, Bonn                                            | Poursuivie par le chasseur de sorcières Franz Buirmann. |
| Jean Delvaux                                                         | 1595                                 | décapitation                                                               | Belgique, Stavelot                                         | Moine belge de l'abbaye de Stavelot dans les Ardennes belges. |
| Marie Bosse                                                          | 1679                                 | bûcher                                                                     | France, Paris                                              | Amie et prétendue complice de Marie Vigoreaux, brûlée vive le 8 mai 1679 à Paris dans le cadre de l'affaire des poisons |
| Thomas Doughty                                                       | 1578                                 | décapitation                                                               | Argentine, Puerto San Julián                               | Noble anglais et explorateur, accusé de mutinerie, trahison et accessoirement de sorcellerie par Sir Francis Drake, jugé et décapité le 2 juillet 1578. |
| Mary Eastey                                                          | 1692                                 | pendaison                                                                  | Massachusetts, Salem                                       | Pendue à la suite du procès des sorcières de Salem. |
| Anna Eriksdotter (en)                                                | 1704                                 | décapitation                                                               | Suède, Eskilstuna                                          | Dernière victime de la chasse aux sorcières en Suède, décapitée à Eskilstuna le 15 juin 1704 |
| Matteuccia de Francesco                                              | 1428                                 | bûcher                                                                     | Italie, Rome                                               | Après avoir avoué s'être « transformée en mouche grâce au sang d'un nouveau-né et avoir volé sur le dos d'un démon », elle est brûlée,. Un des premiers cas de sorcellerie où il est fait mention du vol des sorcières. |
| Janet Douglas, Lady Glamis (en)                                      | 1537                                 | bûcher                                                                     | Écosse, Edimbourg                                          | Accusée de sorcellerie par le roi Jakob V elle est brûlée vive. |
| Jeanne Alhumbert                                                     | 1647                                 | pendaison suivie d'étranglement puis du bûcher                             | France, Nantua                                             | Condamnée à être pendue et étranglée puis son corps brûlé à Nantua. |
| Jeane Gardiner                                                       | 1652                                 | exécution                                                                  | Bermudes                                                   | Accusée de sorcellerie, soumise à l'ordalie de l'eau et exécutée. |
| Dietrich Flade                                                       | 1589                                 | strangulation suivie du bûcher                                             | Allemagne, Trèves                                          | Membre du conseil électoral, maire de la ville de Trèves, opposé aux persécutions de la chasse aux sorcières, il est accusé de sorcellerie sous le règne de Johann VII von Schönenberg, étranglé et brûlé. |
| Ann Glover                                                           | 1688                                 | pendaison                                                                  | Massachusetts, Boston                                      | Accusée de sorcellerie, elle est pendue à Boston en 1688. |
| Anna Göldin                                                          | 1782                                 | exécution                                                                  | Suisse, Glaris                                             | Exécutée en 1782, réhabilitée en 2008, dernière victime de la chasse aux sorcières en Suisse. |
| Sarah Good                                                           | 1692                                 | pendaison                                                                  | Massachusetts, Salem                                       | Une des trois premières victimes des procès de sorcières de Salem, elle est pendue le 29 juillet 1692. |
| Urbain Grandier                                                      | 1634                                 | bûcher                                                                     | France, Loudun                                             | Prêtre, débauché et licencieux, il est acquitté lors d’un premier jugement mais s’attire l’hostilité du cardinal Richelieu, qui fait rouvrir le procès afin qu’il soit condamné durant l'affaire des démons de Loudun. Il est torturé et brûlé vif le 16 août 1634 |
| Mechteld ten Ham (en)                                                | 1605                                 | bûcher                                                                     | Provinces-Unies, 's-Heerenberg                             | Brûlée à 's-Heerenberg en 1605 après avoir avoué sous la torture. |
| Maria Harms                                                          | 1593                                 | bûcher                                                                     | Allemagne, Bonn                                            | Première femme connue pour avoir été brûlée comme sorcière à Bonn. |
| Walpurga Hausmännin                                                  | 1587                                 | bûcher                                                                     | Allemagne, Dillingen                                       | Sage femme de Bavière, accusée de sorcellerie, meurtre d'enfant et vampirisme. Elle est torturée avant sa mort (on lui arrache les membres un à un) puis brûlée vive. |
| Katharina Henot                                                      | 1627                                 | strangulation suivie du bûcher                                             | Allemagne, Cologne                                         | Patricienne de Cologne, et la plus connue des victimes des Procès de sorcières de Westphalie (de). Elle est étranglée puis brûlée. |
| Adrienne d’Heur                                                      | 1646                                 | bûcher                                                                     | France, Montbéliard                                        | Elle est arrêtée le 10 août 1646 à l'âge de 60 ans : on la soupçonne de tromper son mari, un orfèvre, et d'avoir voulu l'empoisonner. Comme elle nie, elle est torturée avec une épingle d'argent. On lui trouve alors une marque du diable dans le dos, et sous la torture, elle confesse une liaison avec le diable et des pratiques d'anthropophagie. Elle est brûlée le 11 septembre 1646,. |
| Joan Flower                                                          | 1619                                 | mort pendant le procès                                                     | Angleterre, Lincoln                                        | Joan Flower et ses filles sont condamnées pour sorcellerie. Joan Flower meurt en prison et ses filles Margaret et Philippa sont pendues à Lincoln, voir Witches of Belvoir (en). |
| Margaret Flower                                                      | 1619                                 | pendaison                                                                  | Angleterre, Lincoln                                        | Fille de Joan de Belvoir. Voir Witches of Belvoir (en) |
| Philippa Flower                                                      | 1619                                 | pendaison... ou évasion                                                    | Angleterre, Lincoln                                        | Fille de Joan de Belvoir. Selon une version elle serait parvenue à droguer ses gardes et à s'évader, pour finir sa vie longtemps après. Voir Witches of Belvoir (en). |
| Elizabeth Device                                                     | 1612                                 | pendaison                                                                  | Angleterre, Pendle                                         | Victime des procès des Sorcières de Pendle, pendue le 20 août 1612, elle est la fille de Elizabeth Southerns et la mère d'Alizon et James Device. |
| Elizabeth Southerns                                                  | 1612                                 | mort en prison                                                             | Angleterre, Pendle                                         | Victime des procès des Sorcières de Pendle, Elizabeth Southerns, Demdike meurt en prison avant d'être jugée. |
| Anne Whittle (Chattox)                                               | 1612                                 | pendaison                                                                  | Angleterre, Pendle                                         | Victime des procès des Sorcières de Pendle, pendue le 20 août 1612. |
| James et Alizon Device                                               | 1612                                 | pendaison                                                                  | Angleterre, Pendle                                         | Victimes des procès des Sorcières de Pendle, pendus le 20 août 1612, ils sont les petits-enfants d'Elizabeth Southerns. |
| Anne Redferne                                                        | 1612                                 | pendaison                                                                  | Angleterre, Pendle                                         | Fille de Anne Whittle, elle est victime des procès des Sorcières de Pendle et pendue le 20 août 1612. |
| Jane Bulcock                                                         | 1612                                 | pendaison                                                                  | Angleterre, Pendle                                         | Victime des procès des Sorcières de Pendle, pendue le 20 août 1612. |
| John Bulcock                                                         | 1612                                 | pendaison                                                                  | Angleterre, Pendle                                         | Fils de Jane Bulcock, victime des procès des Sorcières de Pendle, pendu le 20 août 1612. |
| Katherine Hewitt                                                     | 1612                                 | pendaison                                                                  | Angleterre, Pendle                                         | Victime des procès des Sorcières de Pendle, pendue le 20 août 1612. |
| Alice Gray                                                           | 1612                                 | acquittement                                                               | Angleterre, Pendle                                         | Lors des procès des Sorcières de Pendle, elle est la seule personne innocentée. |
| Alice Nutter                                                         | 1612                                 | pendaison                                                                  | Angleterre, Pendle                                         | Victime des procès des Sorcières de Pendle, pendue le 20 août 1612. |
| Alice Samuel, son mari et sa fille                                   | 1593                                 | pendaison                                                                  | Angleterre, Huntingdonshire                                | Affaire des sorcières de Warboys, voir article plus détaillé (en)Witches of Warboys. Alice est accusée par des enfants d'envoûtements en 1589, à l'âge de 76 ans, puis en 1592 d'avoir provoqué la mort de la grand-mère d'Oliver Cromwell. Pour ce crime, elle est condamnée et exécutée en 1593 avec son mari et sa fille. |
| Catharina Baumann                                                    | 1660                                 | décapitation suivie du bûcher                                              | Allemagne                                                  | Condamnée pour sorcellerie, elle est décapitée puis brûlée. |
| Janet Horne                                                          | 1727                                 | bûcher                                                                     | Écosse, Dornoch                                            | Brûlée en Écosse en 1727, dernière victime britannique. |
| Elin i Horsnäs                                                       | 1611 (condamnation)                  | décapitation                                                               | Suède, Smäland                                             | Elle est décapitée après son deuxième procès en sorcellerie. Le bourreau Håkan, qui officiait à Jönköping mène alors une chasse aux sorcières très active, et il prétend qu'elle a une marque du diable sous le sein droit. Son jugement est l'un des mieux documenté en Suède, car il a été remis en cause en 1615. |
| Elizabeth Howe                                                       | 1692                                 | pendaison                                                                  | Massachusetts, Salem                                       | Pendue le 19 juillet 1692 à la suite des procès des sorcières de Salem. |
| Sir George Jacobs                                                    | 1692                                 | pendaison                                                                  | Massachusetts, Salem                                       | Pendu à la suite des procès des sorcières de Salem. |
| Mary Johnson                                                         | 1648                                 |                                                                            | Connecticut, Hartford                                      | Exécutée à Hartford (Connecticut). |
| Margaret Jones                                                       | 1648                                 | pendaison                                                                  | Massachusetts, Colony                                      | Première victime des procès de la baie du Massachusetts à Colony, elle est pendue. |
| Märet Jonsdotter                                                     | 1672                                 | décapitation                                                               | Suède                                                      | Condamnée pour sorcellerie bien qu'elle n'ait jamais avoué, elle est décapitée en 1672 en Suède après le procès des sorcières de Mora et avant celui de Procès des sorcières de Torsåker. |
| Anna Koldings                                                        | 1590                                 | bûcher                                                                     | Danemark, Château de Kronborg                              | Elle est accusée en 1589 d'avoir causé des tempêtes qui firent presque sombrer le navire de Jacques VI à l'occasion de son mariage avec Anne du Danemark. Elle est brûlée vive à Kronborg en 1590. |
| Kolgrim                                                              | 1407                                 | bûcher                                                                     | Groenland                                                  | Accusé de sorcellerie pour l'adultère avec la femme mariée Steinunn Ravnsdotter, tombée amoureuse de lui. |
| Barbara Koller (en) (Schinder-Bärbel)                                | 1675                                 | exécution                                                                  | Autriche, Salzbourg                                        | Première victime des procès de Salzbourg, durant lesquels 150 personnes — pour la plupart des mendiants et des enfants — sont condamnées. Elle avoue que son fils a fait un pacte avec Satan, ce que son compagnon Paul Kalthenpacher confirme. Ce dernier sera par la suite appelé le magicien Jackl ou Jäckel, et ne sera jamais capturé. |
| Elisabeth Kurtzrock                                                  | 1628                                 |                                                                            | Allemagne, Bonn                                            | Elle tenait une auberge qui existe encore à Bonn (Zur Blomen/Im Höttchen). |
| Christenze Kruckow                                                   | 1621                                 | décapitation                                                               | Danemark                                                   | Femme de la noblesse, décapitée. |
| Leatherlips (en)                                                     | 1810                                 | coup de tomahawk                                                           | Amérique du Nord                                           | Leader indien (Wyandot), condamné par des Shawnees pour avoir vendu les terres de son clan et pour sorcellerie. Exécuté d'un coup de tomahawk. |
| Petronilla de Meath                                                  | 1324                                 | bûcher                                                                     | Irlande, Kilkenny                                          | Servante et confidente d'Alice Kyteler, Petronilla de Meath est fouettée et condamnée au bûcher le 3 novembre 1324. |
| Lisbeth Nypan (en)                                                   | 1670                                 | bûcher                                                                     | Norvège, Trondheim                                         | Guérisseuse condamnée au bûcher à Trondheim en septembre 1670. Son mari Ole est aussi condamné, mais il est décapité. Sa sœur est aussi considérée comme une sorcière. |
| Margaret Lang                                                        | 1697                                 | pendaison suivie du bûcher                                                 | Écosse, Paisley                                            | Pendue à la suite du procès des sorcières de Paisley, puis brûlée. |
| John Lindsay                                                         | 1697                                 | pendaison                                                                  | Écosse, Paisley                                            | Pendu à l'âge de 11 ans avec son frère à la suite du procès des sorcières de Paisley. |
| James Lindsay                                                        | 1697                                 | pendaison                                                                  | Écosse, Paisley                                            | Pendu à l'âge de 14 ans avec son frère à la suite du procès des sorcières de Paisley. |
| James Reid                                                           | 1697                                 | suicide                                                                    | Écosse, Paisley                                            | Se suicide, dans le cadre du procès des sorcières de Paisley |
| Margaret Fulton                                                      | 1697                                 | pendaison                                                                  | Écosse, Paisley                                            | Pendue à la suite du procès des sorcières de Paisley, puis brûlée. |
| Agnes Naismith                                                       | 1697                                 | pendaison                                                                  | Écosse, Paisley                                            | Pendue à la suite du procès des sorcières de Paisley, puis brûlée. |
| Catherine Campbell                                                   | 1697                                 | pendaison                                                                  | Écosse, Paisley                                            | Pendue à la suite du procès des sorcières de Paisley, puis brûlée. |
| Anne Palles                                                          | 1693                                 | décapitation                                                               | Danemark                                                   | Exécutée par décapitation au Danemark en 1693 (possible dernière victime de la chasse aux sorcières au Danemark),. |
| Paulus Pappenheimers                                                 | 1600                                 | bûcher                                                                     | Allemagne, Munich                                          | Torturé (squelette brisé sur la roue, puis empalé) et brûlé vif devant son fils de 10 ans, Hoel, sur ordre de Maximilien Ier de Bavière le 29 juillet 1600. |
| Anna Pappenheimers                                                   | 1600                                 | bûcher                                                                     | Allemagne, Munich                                          | Torturée (on lui coupe notamment les seins) puis brûlée vive le 29 juillet 1600 devant son fils Hoel, sur ordre de Maximilien Ier de Bavière. |
| Jacob Pappenheimers                                                  | 1600                                 | bûcher                                                                     | Allemagne, Munich                                          | Torturé (roué) puis brûlé vif devant son jeune frère de 10 ans, Hoel, sur ordre de Maximilien Ier de Bavière le 29 juillet 1600. |
| Gumprecht Pappenheimers                                              | 1600                                 | bûcher                                                                     | Allemagne, Munich                                          | Torturé (roué) puis brûlé vif devant son jeune frère de 10 ans, Hoel, sur ordre de Maximilien Ier de Bavière 29 juillet 1600. |
| Hoel Pappenheimers                                                   | 1600                                 | bûcher                                                                     | Allemagne, Munich                                          | Après avoir vu toute sa famille torturée et brûlée (et après avoir été baptisée), il est brûlé à son tour le 27 novembre 1600, âgé de 10 ans. |
| Maria Pauer (en)                                                     | 1750                                 | décapitation                                                               | Autriche                                                   | Dernière victime des procès de sorcières en Autriche, elle est décapitée. |
| Anne Pedersdotter                                                    | 1590                                 | bûcher                                                                     | Norvège                                                    | Accusée de sorcellerie une première fois en 1575, le roi du Danemark lui accorde son pardon, mais elle est à nouveau accusée en 1590, et cette fois-ci condamnée au bûcher. Elle est exécutée le 7 avril 1590, et cette condamnation est considérée comme le début des procès de sorcières Procès des sorcières de Vardø. |
| Philipp aus Lannesdorf                                               | 1628                                 | décapitation suivie du bûcher                                              | Allemagne                                                  | Il est soupçonné d'être un loup-garou, condamné, décapité et brûlé. |
| Elisabeth Plainacher                                                 | 1583                                 | bûcher                                                                     | Autriche                                                   | La seule victime des procès en sorcellerie à Vienne exécutée (brûlée vive le 27 septembre 1583). |
| Polissena de San Macario (en)                                        | 1571                                 | bûcher                                                                     | Italie, Lucques                                            | Accusée de sorcellerie et brûlée en 1571 à Lucques. |
| Margherita de San Rocco                                              | 1571                                 | bûcher                                                                     | Italie, Lucques                                            | Accusée de sorcellerie et brûlée en 1571 à Lucques. |
| Marketta Punasuomalainen (en)                                        | 1658                                 | bûcher                                                                     | Finlande, Vaasa                                            | Après avoir perdu sa ferme, elle vit de mendicité avec son mari aux alentours de Vaasa et dispense ses soins de guérisseuse. Elle est accusée de sorcellerie après la mort d'un prêtre qui avait prêché contre elle, et condamnée au bûcher en 1658. |
| Catherine Repond                                                     | 1731                                 | strangulation suivie du bûcher                                             | Suisse, Fribourg                                           | Dite Catillon, étranglée puis brûlée à Fribourg en 1731, une des dernières sorcières exécutées en Suisse. |
| Jòn Rögnvaldsson (en)                                                | 1625                                 | bûcher                                                                     | Islande                                                    | Accusé d'avoir rendu un enfant malade et tué des chevaux, son sort est scellé quand les enquêteurs découvrent chez lui un papier couvert de runes qu'il reconnait avoir écrites. |
| Maria Renata Singer von Mossau                                       | 1749                                 | décapitation                                                               | Allemagne                                                  | Nonne du couvent de Unter-Zell en Bavière, dernière victime en Allemagne à la suite du débat provoqué par son procès. |
| Agnes Sampson                                                        | 1591                                 | bûcher                                                                     | Écosse, Édimbourg                                          | Guérisseuse et sage-femme écossaise, dénoncée par Gillis Duncan et condamnée au bûcher pour sorcellerie dans le cadre des procès de sorcières de North Berwick. |
| Anna Schnidenwind (en)                                               | 1751                                 | strangulation                                                              | Allemagne, Endingen am Kaiserstuhl                         | Une des dernières sorcières exécutées en Allemagne, le 14 avril 1751 |
| Anna Maria Schwegelin                                                | 1781                                 | mort naturelle                                                             | Allemagne                                                  | Anna Schwegelin est condamnée à mort à Kempten (la sentence ne fut pas exécutée). C'est la dernière condamnation en Allemagne. |
| Mère des esprits de Küssnacht (en)                                   | 1577                                 | bûcher                                                                     | Suisse, Schwytz                                            | Brûlée vive à Schwytz. Sa compagne Verena Liefbach est bannie. Son assistante Riss est relâchée, mais arrêtée ultérieurement. |
| Gyde Spandemager                                                     | 1543                                 | bûcher                                                                     | Danemark                                                   | Accusée d'avoir causé des tempêtes, c'est le premier cas répertorié de sorcières qui agissent sur la météorologie. Elle est brûlée en 1543 au Danemark |
| Maren Spliid (en)                                                    | 1641 ou 1642                         | bûcher                                                                     | Danemark                                                   | Brûlée vive à Ribe, Danemark le 9 novembre 1642. |
| Stedelen                                                             | 1400                                 | bûcher                                                                     | Suisse                                                     | Jugé par Peter von Greyerz, il avoue sous la torture avoir pactisé avec des démons et est condamné au bûcher. |
| Agnes Waterhouse                                                     | 1566                                 | pendaison                                                                  | Chelmsford, Angleterre                                     | Une des premières femmes accusées et condamnées pour sorcellerie en Angleterre. Elle est exécutée le 29 juillet 1566 à Chelmsford. |
| Alse Young (en)                                                      | 1647                                 | pendaison                                                                  | Amérique, Hartford                                         | Pendue le 26 mai 1647 à Hartford, Connecticut. C'est le premier cas documenté d'exécution pour sorcellerie dans les colonies britanniques d'Amérique. |
| Mary Johnson                                                         | 1650                                 | exécution                                                                  | Amérique, Hartford                                         | Exécutée à Hartford, cf. Alse Young (en). |
| Alice Lake                                                           | 1648                                 | exécution (probablement pendaison)                                         | Amérique, Dorchester                                       | Condamnée et exécutée le 4 juin 1468, cf. Alse Young (en). |
| Madame Kendall                                                       | 1651                                 | exécution                                                                  | Amérique, Cambridge                                        | Exécutée en 1651, cf. Alse Young (en). |
| Mary Parsons                                                         | 1651                                 | exécution                                                                  | Amérique, Boston                                           | Habitante de Springfield, cf. Alse Young (en). |
| Madame (goodwife) Bassett                                            | 1653                                 | exécution                                                                  | Amérique, Fairfield                                        | Condamnée et exécutée, cf. Alse Young (en). |
| Madame (goodwife) Knap                                               | 1656                                 | exécution                                                                  | Amérique, Hartford                                         | Condamnée et exécutée, cf. Alse Young (en). |
| Ann Hibbins                                                          | 1662                                 | pendaison                                                                  | Amérique, Boston                                           | Condamnée et exécutée, cf. Alse Young (en). Elle est la quatrième victime de la chasse aux sorcières dans le Massachusetts, pendue dans le jardin Boston Common |
| Monsieur (goodman) Greensmith                                        | 1662                                 | exécution                                                                  | Amérique, Hartford                                         | Condamné et exécuté, cf. Alse Young (en). |
| Madame (goodwife) Greensmith                                         | 1662 ?                               | exécution                                                                  | Amérique, Hartford                                         | Condamnée et exécutée, cf. Alse Young (en). |
| Anna Roleffes                                                        |                                      | décapitation suivie du bûcher                                              | Allemagne, Brunswick                                       | Une des dernières femmes exécutées pour sorcellerie dans la ville de Brunswick, elle est décapitée et brûlée. |
| Anna Schwestern Anna                                                 | 1676                                 | décapitation                                                               | Suède                                                      | Impliquée dans le procès de Katarina church (en). |
| Brita Zippel (en)                                                    | 1676                                 | décapitation suivie du bûcher                                              | Suède, Stockholm                                           | Procès du sabbat de Blockula (en). Accusée par ses propres enfants d'être une sorcière. Verdict le 24 avril 1676 dans Katarina church (en) à Stockholm : "Brita Zippel ne peut pas être acquittée, elle sera décapitée et son corps sera entièrement brûlé sur le bûcher à titre d'avertissement pour les autres". Reste fière et insolente jusqu'à la fin, le 29 avril. |
| Anna Rukit                                                           | 1651                                 | bûcher                                                                     | Allemagne                                                  | Après avoir été torturée, elle avoue qu'elle peut soigner les maux de cœurs et les maux des femmes ainsi que la préparation d'un remède pour avorter, elle est brûlée sur un bûcher. |
| Leonard Weninger                                                     | 1795                                 | décapitation                                                               | inconnue                                                   | Noble décapité |
| Migel Goiburu                                                        | 1610                                 | mort en prison après s'être repenti                                        | Espagne, Zugarramurdi                                      | 66 ans, berger, accusé d'être Roi du sabbat,. |
| Graziana Barrenetxea                                                 | 1610                                 | mort en prison après s'être repentie                                       | Espagne, Zugarramurdi                                      | 80 à 90 ans, accusée d'être Reine du sabbat |
| Estebania Nabarkorena                                                | 1610                                 | mort en prison après s'être repentie                                       | Espagne, Zugarramurdi                                      | Agée de plus de 80 ans. Deuxième dans la hiérarchie du sabbat |
| Maria Pèrez Barrenetxea                                              | 1610                                 | morte en prison après s'être repentie                                      | Espagne, Zugarramurdi                                      | 70 ans. Troisième dans la hiérarchie du sabbat |
| Joana Telletxea                                                      | 1610                                 | emprisonnement                                                             | Espagne, Zugarramurdi                                      | 38 ans, condamnée à un an d'emprisonnement « pour prouver la clémence du tribunal envers les bonnes croyantes ». |
| María Jauretegia                                                     | 1610                                 | emprisonnement                                                             | Espagne, Zugarramurdi                                      | 22 ans. Diverses pénitences publiques et un an d'emprisonnement « pour prouver la clémence du tribunal envers les bonnes croyantes ». |
| Maria Arburu                                                         | 1610                                 | bûcher                                                                     | Espagne, Zugarramurdi                                      | 70 ans. Reine du sabbat après Graziana Barrenetxea. |
| Maria Iriarte                                                        | 1610                                 | mort en prison après s'être repentie                                       | Espagne, Zugarramurdi                                      | 40 ans, fille de Graziana Barrenetxea |
| Estebania Iriarte                                                    | 1610                                 | mort en prison après s'être repentie                                       | Espagne, Zugarramurdi                                      | 36 ans, fille de Graziana Barrenetxea |
| Joanes Goiburu                                                       | 1610                                 | emprisonnement à vie (libéré ultérieurement)                               | Espagne, Zugarramurdi                                      | 37 ans, époux de Estebania Iriarte. Accusé de jouer du tambourin lors des sabbats. |
| Joanes Sansin                                                        | 1610                                 | emprisonnement à vie                                                       | Espagne, Zugarramurdi                                      | 20 ans, fabricant de tamis en crin, accusé de jouer des timbales lors des sabbats |
| María Presona                                                        | 1610                                 | emprisonnement à vie                                                       | Espagne, Zugarramurdi                                      | Fileuse, 70 ans |
| Maria Baztan Borda                                                   | 1610                                 | bûcher                                                                     | Espagne, Zugarramurdi                                      | 58 ans |
| Graziana Xarra                                                       | 1610                                 | bûcher                                                                     | Espagne, Zugarramurdi                                      | 66 ans, hôtelière à Urdazubi |
| María Etxatxute                                                      | 1610                                 | bûcher                                                                     | Espagne, Zugarramurdi                                      | 54 ans |
| Maria Txipia Barrenetxea                                             | 1610                                 | emprisonnement à vie                                                       | Espagne, Zugarramurdi                                      | 52 ans |
| María Etxegi                                                         | 1610                                 | emprisonnement à vie (libérée ultérieurement)                              | Espagne, Zugarramurdi                                      | 40 ans |
| María Etxaleku                                                       | 1610                                 | mort en prison                                                             | Espagne, Zugarramurdi                                      | 54 ans. Meurt en prison sans avouer ni se repentir. Brûlée en effigie. |
| Estebania Petrisanzena                                               | 1610                                 | morte en prison                                                            | Espagne, Zugarramurdi                                      | 37 ans. Meurt en prison sans avouer ni se repentir. Brûlée en effigie. |
| Martin Bizkar                                                        | 1610                                 | mort en prison après s'être repenti.                                       | Espagne, Zugarramurdi                                      | Paysan, plus de 80 ans. |
| Joanes Etxegi                                                        | 1610                                 | mort en prison                                                             | Espagne, Zugarramurdi                                      | 68 ans, laboureur. Meurt en prison sans avouer ni se repentir. Brûlée en effigie. |
| Domingo Zubildegi                                                    | 1610                                 | bûcher                                                                     | Espagne, Zugarramurdi                                      | 50 ans, charbonnier, natif d'Espelette. |
| Frère Pedro Arburu                                                   | 1610                                 | emprisonnement                                                             | Espagne, Zugarramurdi                                      | 43 ans, moine aux Prémontrés d'Urdazubi. Repenti et rentré dans la foi catholique. Condamné à 10 ans de prison. |
| Petri Juangorena                                                     | 1610                                 | bûcher                                                                     | Espagne, Zugarramurdi                                      | 36 ans, paysan et charbonnier. |
| Don Juan Borda Arburu                                                | 1610                                 | emprisonnement                                                             | Espagne, Zugarramurdi                                      | 34 ans, prêtre et clerc. Repenti et rentré dans la foi catholique. Condamné à 10 ans de prison. |
| Joanes Odia Beretxea                                                 | 1610                                 | mort en prison                                                             | Espagne, Zugarramurdi                                      | 60 ans. Meurt en prison sans avouer ni se repentir. Brûlé en effigie. |
| Maria Zozaia Arramendi                                               | 1610                                 | mort sous la torture en prison                                             | Espagne, Errenteria                                        | 80 ans, fileuse, accusée d'être une sorcière du sabbat d'Errenteria et une prosélyte notoire. Meurt sous la torture sans avouer ni se repentir. Brûlée en effigie. |
| Joanes Lambert                                                       | 1610                                 | emprisonnement puis bannissement                                           | Espagne, Zugarramurdi                                      | 27 ans, forgeron à Errenteria, né à La Bastide-Clairence. Brève peine de prison et exilé à vie de Navarre et de Guipuscoa. |
| Mari Juanto                                                          | 1610                                 | mort en prison                                                             | Espagne, Zugarramurdi                                      | 60 ans. Morte en prison après s'être repentie |
| Beltrana Fargua                                                      | 1610                                 | emprisonnement puis bannissement                                           | Espagne, Zugarramurdi                                      | 40 ans, mendiante native de Amou. Avoue immédiatement être membre de six sabbats en Navarre. Condamnée à 6 mois de prison et exilée à vie de Navarre et de Guipuscoa. |
| Joanes Iribarren                                                     | 1610                                 | bannissement                                                               | Espagne, Etchalar                                          | Forgeron, 40 ans. Exilé à vie de Navarre et de Guipuscoa |
| María Endara                                                         | 1610                                 | emprisonnement à vie (libérée ultérieurement)                              | Espagne, Zugarramurdi                                      | 25 ans, riche habitante de Lesaka, épouse d'un noble local. |
| María Telletxea                                                      | 1610                                 | emprisonnement à vie (libérée ultérieurement)                              | Espagne, Zugarramurdi                                      | 38 ans |
| Inesa Gaxen                                                          | 1611                                 | bannissement                                                               | Espagne, Fontarrabie                                       | 45 ans, née à La Bastide-Clairence, accusée de « perdre des navires dans le port de Pasajes ». Elle est acquittée à deux reprises, mais néanmoins bannie par les habitants de son village. |
| Catherine de Molères                                                 | 1609                                 | bûcher                                                                     | France, Hendaye                                            | Accusée d'avoir « par son seul attouchement, chargé le haut mal à un fort honneste homme », elle est torturée et brûlée vive. Juge : Pierre de Lancre. |
| Argibel                                                              | 1609                                 | bûcher                                                                     | France, Ascain                                             | Prêtre. Juge : Pierre de Lancre. |
| Migalena                                                             | 1609                                 | bûcher                                                                     | France, Ciboure                                            | Prêtre. Juge : Pierre de Lancre. |
| Pierre Bocal                                                         | 1609                                 | bûcher                                                                     | France, Ciboure                                            | Prêtre. Juge : Pierre de Lancre. |
| Nécato                                                               | 1609                                 | bûcher                                                                     | France, Urrugne                                            | Femme de Hendaye condamnée le 1er aout 1609 pour avoir notamment "renoncé à son sexe pour prendre la nature d'un homme" et "transporté une femme à un sabbat sur la montagne sous la forme d'un chat". Juge : Pierre de Lancre. |
| Marrissans                                                           | 1609                                 | bûcher                                                                     | France, Urrugne                                            | Condamnée le 1er aout 1609. Juge : Pierre de Lancre. |
| Ausugarto                                                            | 1609                                 | bûcher                                                                     | France, Hendaye                                            | Joueur de tambourin d'Hendaye. Juge : Pierre de Lancre. |
| Domingina Maletena                                                   | 1609                                 | bûcher                                                                     | France, Hendaye                                            | Condamnée à mort pour avoir notamment "faut un bond à une distance de près de deux lieues". Juge : Pierre de Lancre. |
| Marie Laparca ou Marie de la Parque                                  | 1609                                 | bûcher                                                                     | France, Hendaye                                            | Âgée de 20 ans. Juge : Pierre de Lancre. |
| Catherine de Barrandéguy                                             | 1611                                 | bûcher                                                                     | France, Bordeaux                                           | Condamnée le 3 septembre 1610 par le Parlement de Bordeaux. Juge : Pierre de Lancre. |
| Isabel Garcia                                                        | 1611                                 | exécution (bûcher probablement)                                            | Espagne, Fontarrabie                                       | Âgée de 13 ans, elle est condamnée à mort en 1611 à Fontarrabie. |
| Guirandana de Lay (es)                                               | 1461                                 | bûcher                                                                     | Espagne, Jaca                                              | Guérisseuse espagnole accusée d'être la chef du sabbat de Villanúa en Haut-Aragon et d'avoir empoisonné des enfants et des adultes. Elle est condamnée au bûcher par le tribunal de Jaca. |
| Narbona Dacal (es)                                                   | 1498                                 | bûcher                                                                     | Espagne, Saragosse                                         | Narbona de Cenarbe ou Narbona Dacal ou D'Arcal (Cenarbe - 12 février 1498, Zaragoza) était une guérisseuse espagnols du XVe siècle qui fut jugée, condamnée et brûlée par l'Inquisition en 1498 pour sorcellerie. Ses prétendus crimes : avoir tué des personnes, en avoir rendu d'autres chauves ou les avoir fait aboyer dans l'église. |
| Jean Weir (en)                                                       | 1670                                 | exécution                                                                  | Écosse, Édimbourg                                          | Exécutée pour sorcellerie en 1670 à Édimbourg, contrairement à son frère le Major Thomas Weir (en), exécuté pour inceste, bestialité et adultère au cours du même procès. |
| Rebecca Lemp                                                         | 1590                                 | bûcher                                                                     | Allemagne, Nördlingen                                      | Une des 32 femmes convaincues de sorcellerie à Nördlingen. Torturée à six reprises et brûlée le 9 septembre 1590. |
| Juana Sanchez                                                        | 1575                                 | bûcher                                                                     | Espagne, Jaca                                              | voir Brujas de Villanúa. |
| Juana La Cura                                                        | 1590                                 | bûcher                                                                     | Espagne, Jaca                                              | voir Brujas de Villanúa. |
| Montserrat Mayayo                                                    | 1590                                 | bûcher                                                                     | Espagne, Jaca                                              | voir Brujas de Villanúa. |
| Marguerite Tiste                                                     | 1671                                 | strangulation suivie du bûcher                                             | Belgique, Mons                                             | Étranglée à un poteau, puis brûlée à l'âge de 23 ans le 27 juin 1671. |
| Jeanne Harvilliers                                                   | 1578                                 | bûcher                                                                     | France, Ribemont                                           | Elle est jugée pour sorcellerie sous l'autorité de Jean Bodin, qui la soumet à la question. Elle est condamnée au bûcher à l'âge de 50 ans et exécutée le 30 avril 1578. |
| Mary Bateman                                                         | 1809                                 | pendaison                                                                  | Angleterre, York                                           | Condamnée pour meurtre, sur fond de supposée sorcellerie. Elle est pendue le 20 mars 1809. |
| Dummy (prétendu sorcier)                                             | 1863                                 | Pneumonie, des suites d'un lynchage                                        | Angleterre, Halstead                                       | Rossé par la foule et jeté dans l'eau, ce sourd-muet de 75 ans accusé d'envoûtement décède peu après d'une pneumonie. |
| Magdelaine Bavent                                                    | 1652                                 | morte en prison                                                            | France, Louviers                                           | Accusée de possession par ses consœurs du couvent, elle est condamnée pour sorcellerie en 1647 et meurt en prison en 1652. |
| Ingrid Engelsdatter                                                  | 1624                                 | bûcher                                                                     | Norvège, Oslo                                              | Accusée à cause de sa beauté et de ses connaissances sur les herbes médicinales, elle est brûlée sur le bûcher en 1624. |
| Johanne Pedersdatter (no)                                            | 1622                                 | bûcher                                                                     | Norvège, Stavanger                                         | Brûlée sur le bûcher en 1622. |
| Barbro Osmundsdatter (no)                                            | 1667                                 | bûcher                                                                     | Norvège, Farsund                                           | Accusée d'avoir ensorcelé les animaux, infligé la maladie et la mort et d'avoir transformé le lait des vaches en sang. Brûlée sur le bûcher en 1667. |
| Catherine Boyraïonne                                                 | 1581                                 | Torture                                                                    | France, Tournon                                            | Déclarée sorcière de Saint-Symphorien de Mahun, elle est torturée jusqu'à avoir le cou rompu dans sa prison. |
| Irina Cornici                                                        | 2005                                 | Crucifiement                                                               | Roumanie, Tanacu                                           | Était supposée possédée par le diable, crucifiée par le supérieur et des religieuses de son couvent. |
| Catherine Sauve                                                      | 1417                                 | Bûcher                                                                     | France, Montpellier                                        | Hérétique cathare et fait de sorcellerie |
| Louise Revillod                                                      | 1778                                 | Meurtre                                                                    | France, Saint-Cergues                                      | Une vieille femme de Saint-Cergue passe publiquement pour être une sorcière et jeter sortilèges et maléfices. Un jeune homme boiteux du village se croit autorisé à la battre en lui reprochant son infirmité. Elle meurt des suites de ses blessures le lendemain. |
| Jean Brugier                                                         | XVIIe siècle                         | Pendaison suivie du bûcher                                                 | France                                                     | Pendu et brûlé pour hérésie - voir un dessin de Jacob Van der Ulft et conservé au Cabinet des dessins du musée du Louvre |
| Elise Guion                                                          | 1660                                 | Tortures                                                                   | France, Montbéliard                                        | Déshabillée, rasée, mains liées et yeux bandés, un bourreau inspecte les marques du diable sur le corps en piquant la suspecte avec une aiguille |
| Catherine Polus                                                      | 1662                                 | Interrogatoire                                                             | France, Valenciennes                                       | Accusée de sorcellerie à l'âge de 8 ans et demi. Avoue avoir fait un pacte avec le diable à l'âge de 5 ans. On ne sait pas comment se termina son procès. |
| Claudette, veuve de Mathieu La Brigue                                | 1574                                 | Bûcher                                                                     | France, Baudrecourt                                        | Voir le procès-verbal de son exécution le 29 décembre 1574. |
| Henriette Pillard                                                    | 1652                                 |                                                                            | France, Montbéliard                                        | 60 ans, accusée d'avoir copulé avec le diable |
| Françoise Billaud                                                    | 1597                                 |                                                                            | France, Paris                                              | Interrogée dans le cadre de son procès le 15 juillet 1597 : avoue avoir participé à un sabbat avec le diable |
| Reine Percheval                                                      | 1599                                 |                                                                            | France, Nord, Bazuel                                       | Interrogée sur le déroulement d'un sabbat,. |
| La Grosse Alison de Monteigneiz                                      | 1561                                 |                                                                            | France, Badonviller                                        | Suspectée d'avoir participé à un infanticide dans le cadre d'un sabbat, |
| Jehanne Le Rouy                                                      | 1635                                 |                                                                            | France, Paris                                              | Suspectée d'avoir participé à un infanticide dans le cadre d'un sabbat, |
| Claude Vernier                                                       | 1571                                 |                                                                            | France, Montbéliard                                        | Confesse utiliser des plantes en invoquant "le pater", |
| Constance De Vilain                                                  | 1615                                 | bûcher                                                                     | France, Guebwiller                                         | Accusée de sorcellerie et brûlée sur le bûcher, après avoir vu ses deux plus jeunes fils torturés et brûlés. |
| Josyne van Beethoven                                                 | 1595                                 | bûcher                                                                     | Pays-Bas, Bruxelles                                        | Accusée de sorcellerie et brûlée sur le bûcher. |
| Catherine Pot d'Or                                                   | 19 décembre 1591                     | bûcher                                                                     | Belgique, Wasseiges                                        | Accusée de sorcellerie et brûlée sur le bûcher. |
| Catherine dite Cathillon                                             | 25 avril 1622                        | bûcher                                                                     | France, Badonviller                                        | Née vers 1570. |
| Madeleine de Demandolx de la Palud (ca)                              | 1670                                 | emprisonnement à vie                                                       | France, Aix en Provence                                    | Victime d'une possession démoniaque le père Louis Gaufridy l'examine et l'exorcise. Mais il est mis en cause et condamné comme sorcier. Madeleine sera plus tard elle aussi accusée de sorcellerie et passera le reste de sa vie emprisonnée. |
| Jacquette Saddon                                                     | 30 mai 1616                          | Accusation puis relaxe                                                     | France, Grange de Farges (Sainte-Solange), commune du Cher | Jacquette Saddon, fermière, femme Perrin, est accusée de participer au sabbat. Condamnée pour sorcellerie, elle est finalement relaxée par le Parlement de Paris. |
| Pierre du Cly Le père                                                | 5 août 1651                          | Bûcher                                                                     | Suisse, Matran                                             | Noble paroissien de Matran dans le canton de Fribourg, accusé de l'incendie de l'église du village. Soumis six fois à la torture sous laquelle il dénonce plusieurs complices supposés dont son fils et d'autres habitants du lieu. Jugé coupable et brûlé sur le bûcher. Juges : Niklaus von Perroman, Caspar von Montenach, bourgmestre Franz Karl Gottrauw |
| Pierre du Cly Le fils                                                | 5 août 1651                          | Bûcher                                                                     | Suisse, Matran                                             | Noble paroissien de Matran, dans le canton de Fribourg. Dénoncé par son père sous la torture et à son tour soumis à la question. Il avoue ne pas croire en dieu et se rendre au sabbat avant de se rétracter. Condamné et brûlé sur le bûcher. Juges : Niklaus von Perroman, Caspar von Montenach, bourgmestre Franz Karl Gottrauw |
| Antoinie du Cly La fille                                             | 2 août 1651                          | Accusation puis relaxe                                                     | Suisse, Farvagny                                           | Noble paroissienne de Matran dans le canton de Fribourg. Dénoncée par son père sous la torture mais innocentée par les juges à l'issue du procès. Juges : Niklaus von Perroman, Caspar von Montenach, bourgmestre Franz Karl Gottrauw. |
| Agathe Cosandey                                                      | 20 janvier 1652                      | Accusation puis relaxe                                                     | Suisse, Fribourg                                           | Paroissienne de Matran accusée de s'être rendue au sabbat. Soumise à la torture aux côtés de sa sœur puis relaxée. Juges : Niklaus von Perroman, Caspar von Montenach, bourgmestre Franz Karl Gottrauw. |
| Marie Cosandey                                                       | 12 janvier 1652                      | Prison à perpétuité commuée en exil                                        | Suisse, Fribourg                                           | Paroissienne de Matran accusée de s'être rendue au sabbat. Soumise à la torture aux côtés de sa sœur. Condamnée à la prison à vie puis à l'exil en Val d'Aoste. Juges : Niklaus von Perroman, Caspar von Montenach, bourgmestre Franz Karl Gottrauw. |
| Elisabeth Savarrioud                                                 | 22 août 1651                         | Bûcher                                                                     | Suisse, Fribourg                                           | Paroissienne de Matran originaire de Cutterwil. Dénoncée par Pierre du Cly sous la torture. Accusée de s'être rendue régulièrement au sabbat. Jugée coupable et brûlée. Juges : Niklaus von Perroman, Caspar von Montenach, bourgmestre Franz Karl Gottrauw. |
| Claude Bernard L'enfant                                              | 2 octobre 1651                       | Bûcher                                                                     | Suisse, Fribourg                                           | Âgé d'environ douze ans, mendiant originaire Montreal-La-Cluse en France, dénoncé par Elisabeth Savarrioud et accusé de s'être rendu au sabbat. Il avoue de nombreux crimes et la pratique de la magie. Jugé coupable et brûlé à huis clos compte tenu de son âge. Juges : Niklaus von Perroman, Caspar von Montenach, bourgmestre Franz Karl Gottrauw. |
| Barbara Berberger                                                    | 1616                                 | Bûcher                                                                     | France, Vieux-Thann                                        | |
| Christina Glauckhlerin                                               | 16 août 1623                         | Accusation, interrogatoire, aveux, suite inconnue                          | France, Thann                                              | Arrêtée le 16 août 1623 et interrogée en présence du magistrat de la ville et du grand bailli. Elle déclare d'abord ne pas être une sorcière, ni prostituée, ni voleuse. Elle refuse d'avouer, elle est conduite à la chambre de torture. Elle rappelle être innocente. On l'attache et la hisse. Elle avoue avoir rencontré un homme noir qui était en fait le diable. Le lendemain, elle est torturée. Elle avoue plusieurs crimes, dont l'organisation d'un sabbat près de Roderen. Archives traduites des archives municipales de Thann. |